# 토요타 뉴 글로벌 아키텍처

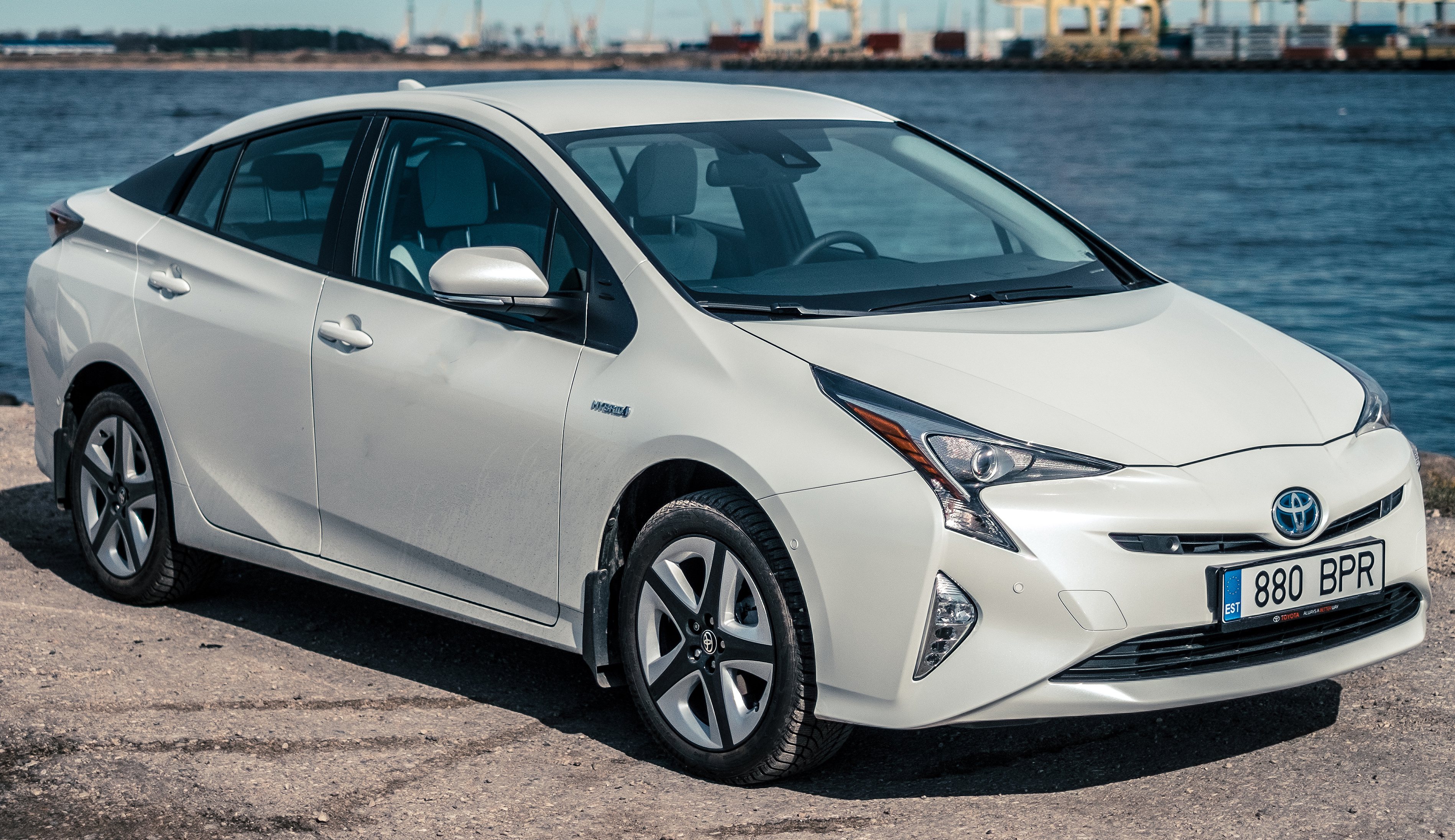
본 플랫폼을 최초로 적용한 토요타 프리우스

토요타 뉴 글로벌 아키텍처(Toyota New Global Architecture, TNGA) 또는 다이하쓰 뉴 글로벌 아키텍처는 토요타 자동차와 다이하츠가 공동 개발한 새로운 플랫폼을 중심으로 상품성의 향상과 원가절감을 동시에 달성하기 위한 차량 제작 시스템의 통칭이다. 줄여서 TNGA 또는 DNGA라고 부르기도 한다.

## 상세
2012년부터 첫 개발이 시작되었으며, 구조는 폭스바겐 그룹의 MQB 플랫폼, 르노-닛산-미쓰비시 얼라이언스의 CMF 플랫폼와 같은 구조를 취하고 있다. 2015년 4세대 토요타 프리우스에 적용된 것을 기점으로 이후 여러 차종들에도 적용되고 있다.

## 플랫폼 목록

### GA-B
- 토요타 야리스
  - 토요타 GR 야리스[1]
  - 토요타 야리스 크로스
- 토요타 아쿠아

### GA-C
- 토요타 프리우스
- 토요타 코롤라
- 토요타 GR 야리스[2]
- 토요타 C-HR
- 토요타 코롤라 크로스
- 렉서스 UX

### GA-K
- 토요타 캠리
- 토요타 아발론
- 토요타 크라운 (16세대)
- 토요타 센추리 SUV
- 토요타 RAV4/와일드랜더/스즈키 어크로스/미츠오카 버디
- 토요타 하이랜더
- 토요타 그랜드 하이랜더
- 토요타 해리어/벤자
- 토요타 시에나
- 렉서스 ES
- 렉서스 LM

### GA-L
와이드 버전과 내로우 버전으로 갈라져 있으며, 내로우 버전의 경우 일본의 도로 및 교통 환경에 최적화되어 설계되었다.
- 와이드 버전
  - 렉서스 LC
  - 렉서스 LS
- 내로우 버전
  - 토요타 크라운 (15세대, 16세대 세단)
  - 토요타 미라이

### GA-F
- 토요타 랜드크루저
- 렉서스 LX
- 토요타 툰드라
- 토요타 세쿼이아

### 상용차 전용 GA 플랫폼
- 토요타 하이에이스/그란에이스

### DNGA 플랫폼(DNGA-A/DNGA-B)
100% 다이하쓰의 주도로 기획하고 개발되었다. 이 플랫폼의 섀시는 경자동차, A-세그먼트 및 B-세그먼트의 3가지로 정리했다. 토요타에서 2019년부터 출시되는 내수용 경차와 소형차, 개발 도상국 전용 소형차에 채용된다.
- 다이하츠 탄토/스바루 쉬폰
- 다이하쓰 태프트

#### DNGA-A
- 다이하쓰 록키
- 토요타 라이즈

## e-TNGA
2019년 토요타는 전기자동차 전용 플랫폼인 e-TNGA를 2020년 초까지 10개의 차종에 적용하는 것을 기획하고 있다. 그 중 6개의 글로벌 모델은 다음과 같다.
- 소형차 (다이하츠, 스즈키와 공동 개발)
- 중형 크로스오버 SUV
- 중형차
- 미니밴
- 토요타 bZ4X/스바루 솔테라 (스바루와 공동 개발)
- 대형 SUV

## 갤러리

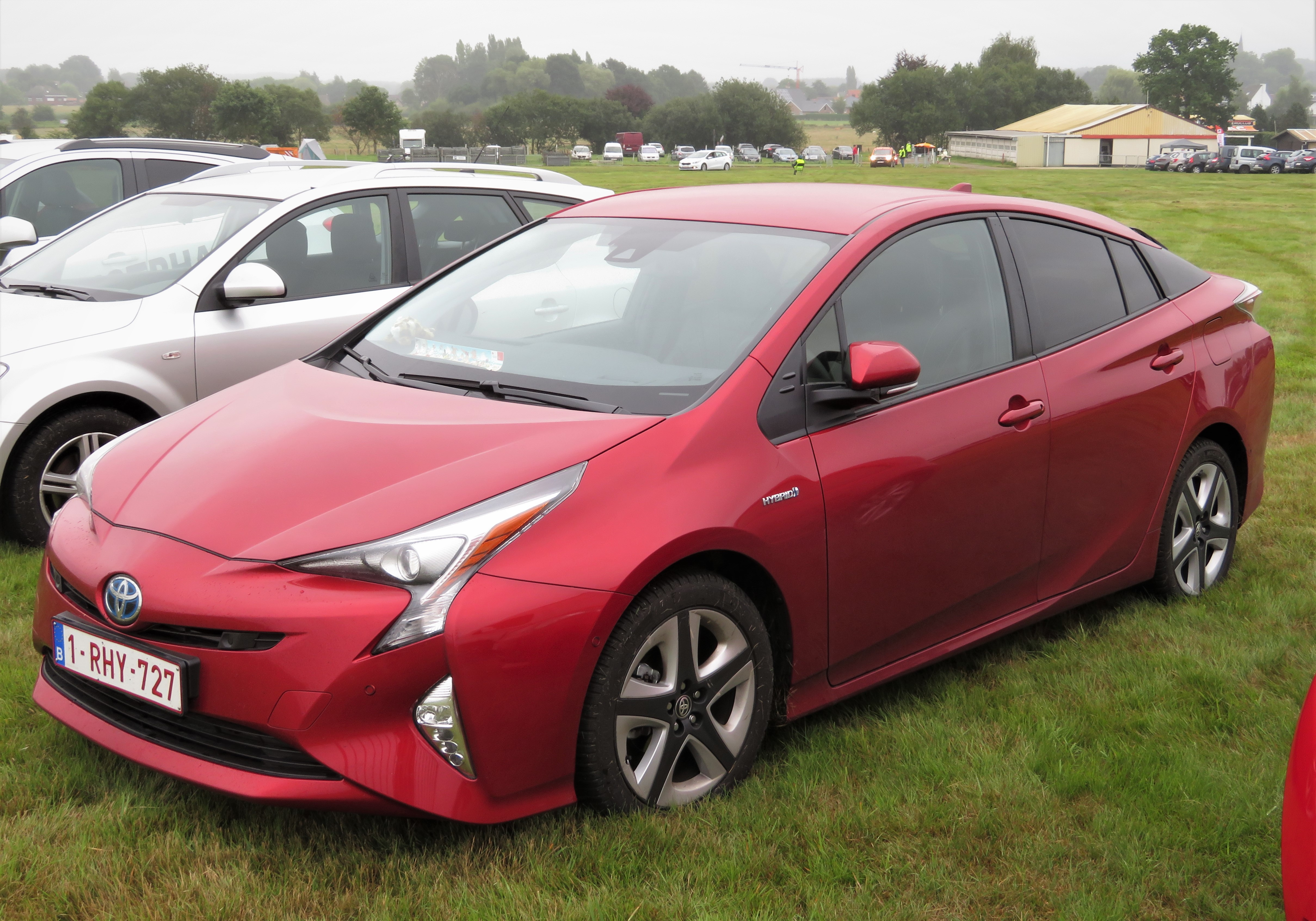
프리우스
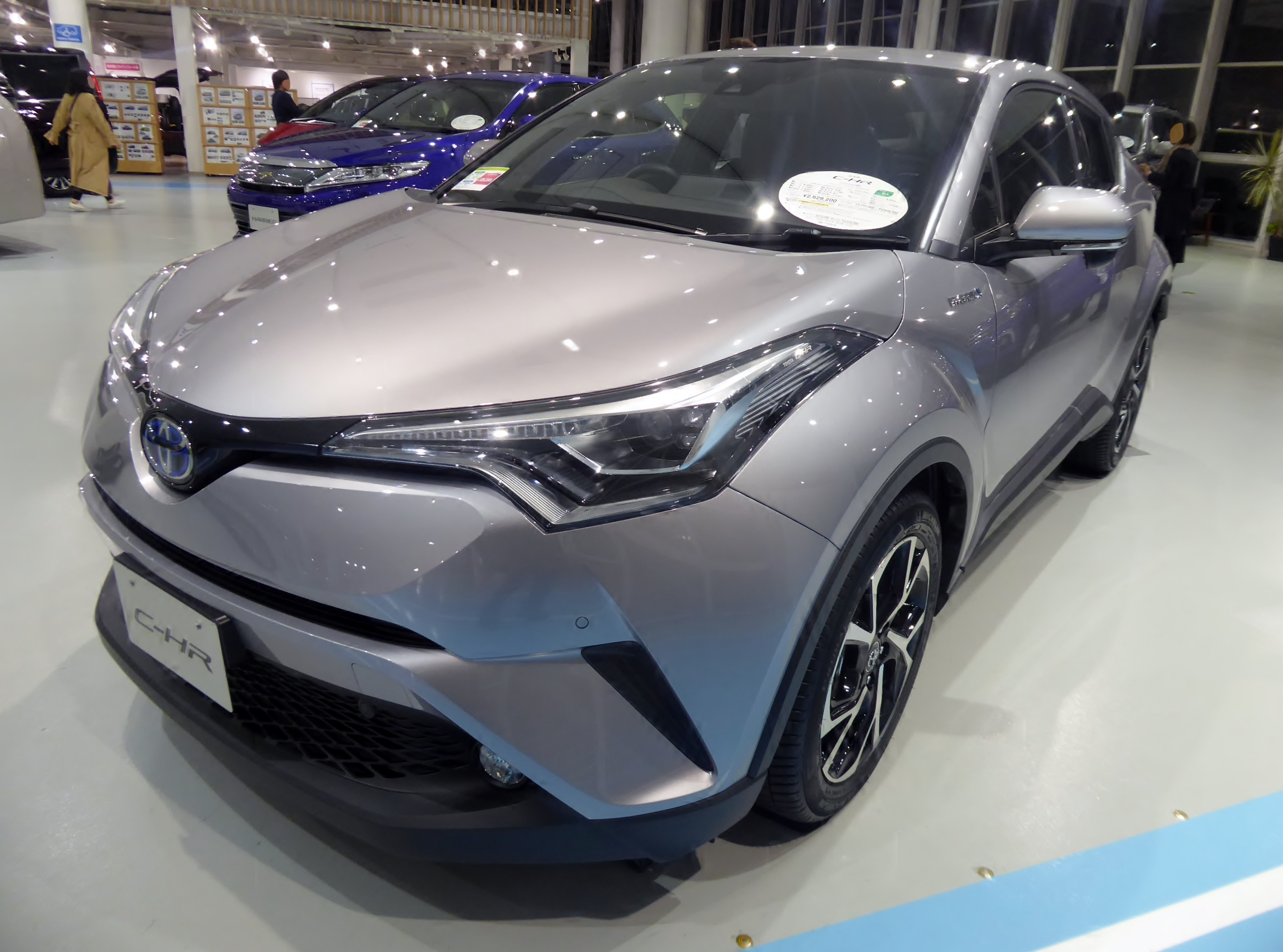
C-HR
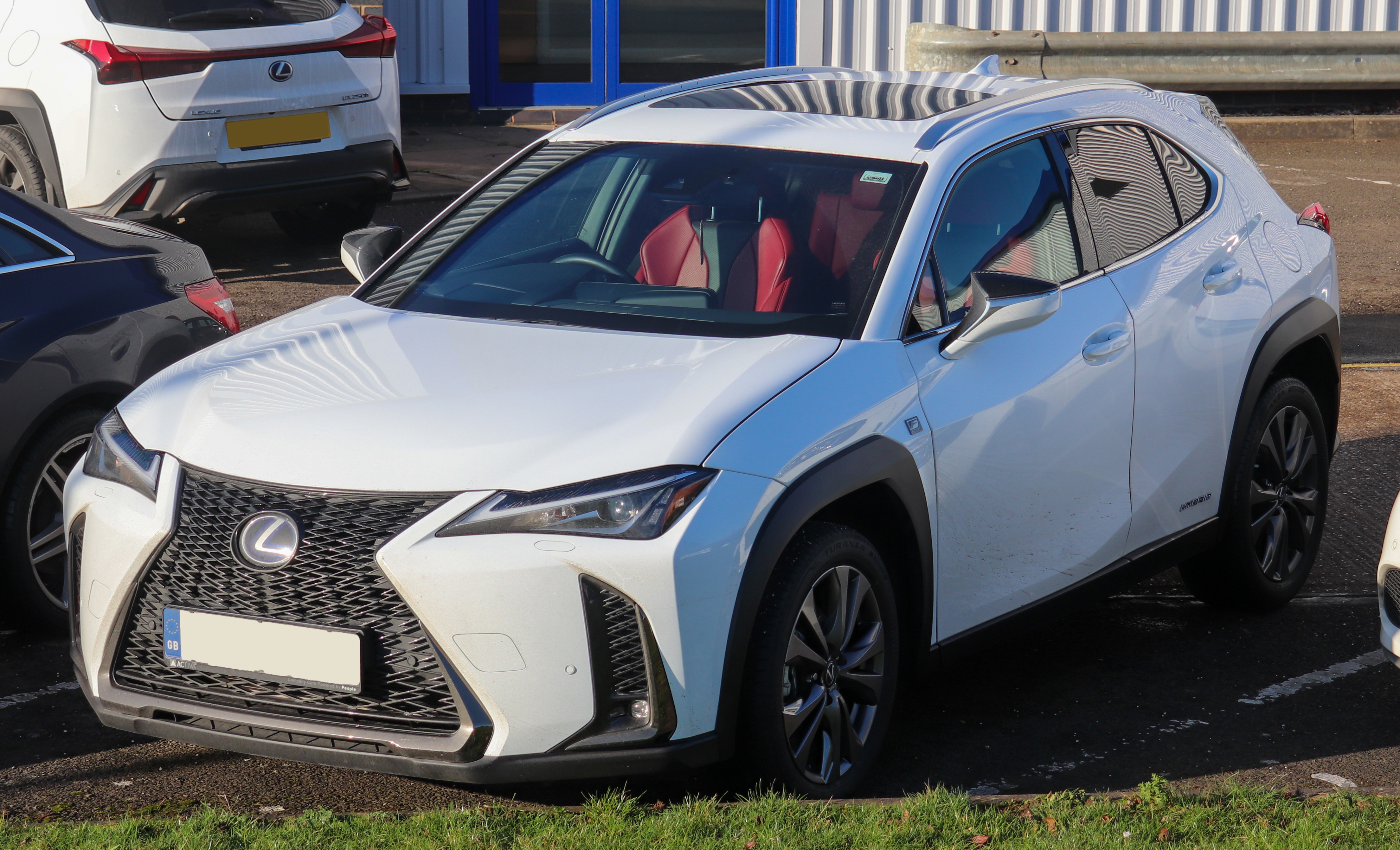
렉서스 UX
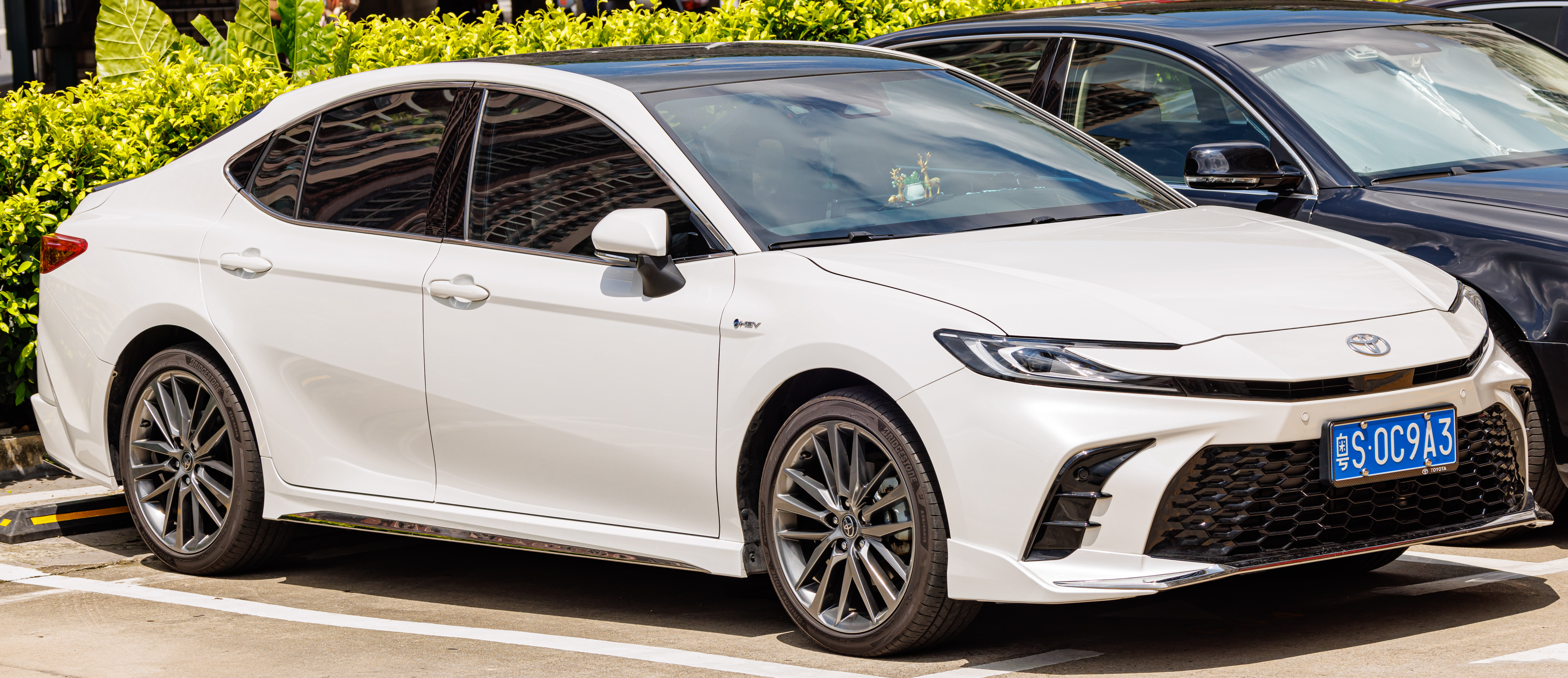
캠리
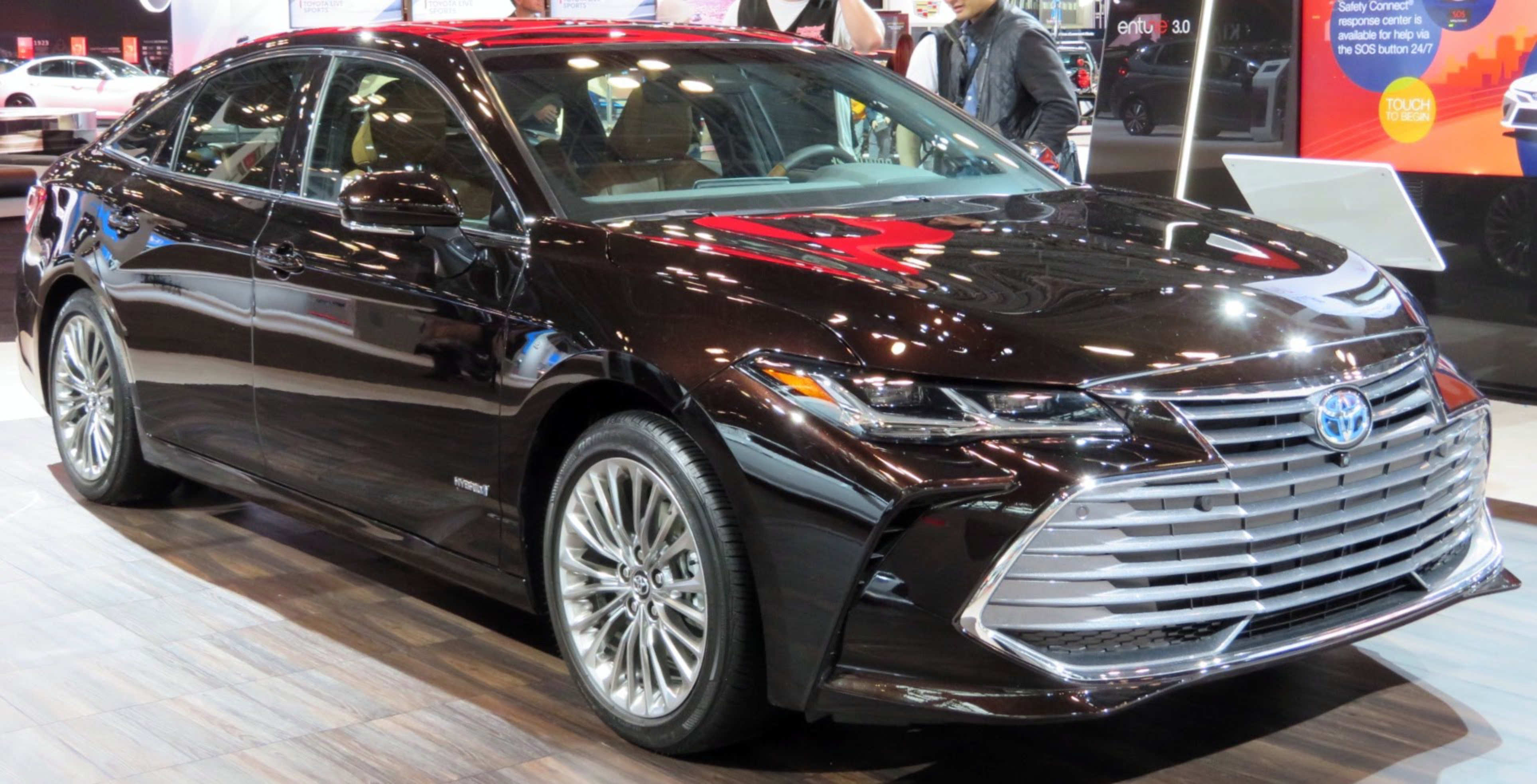
아발론
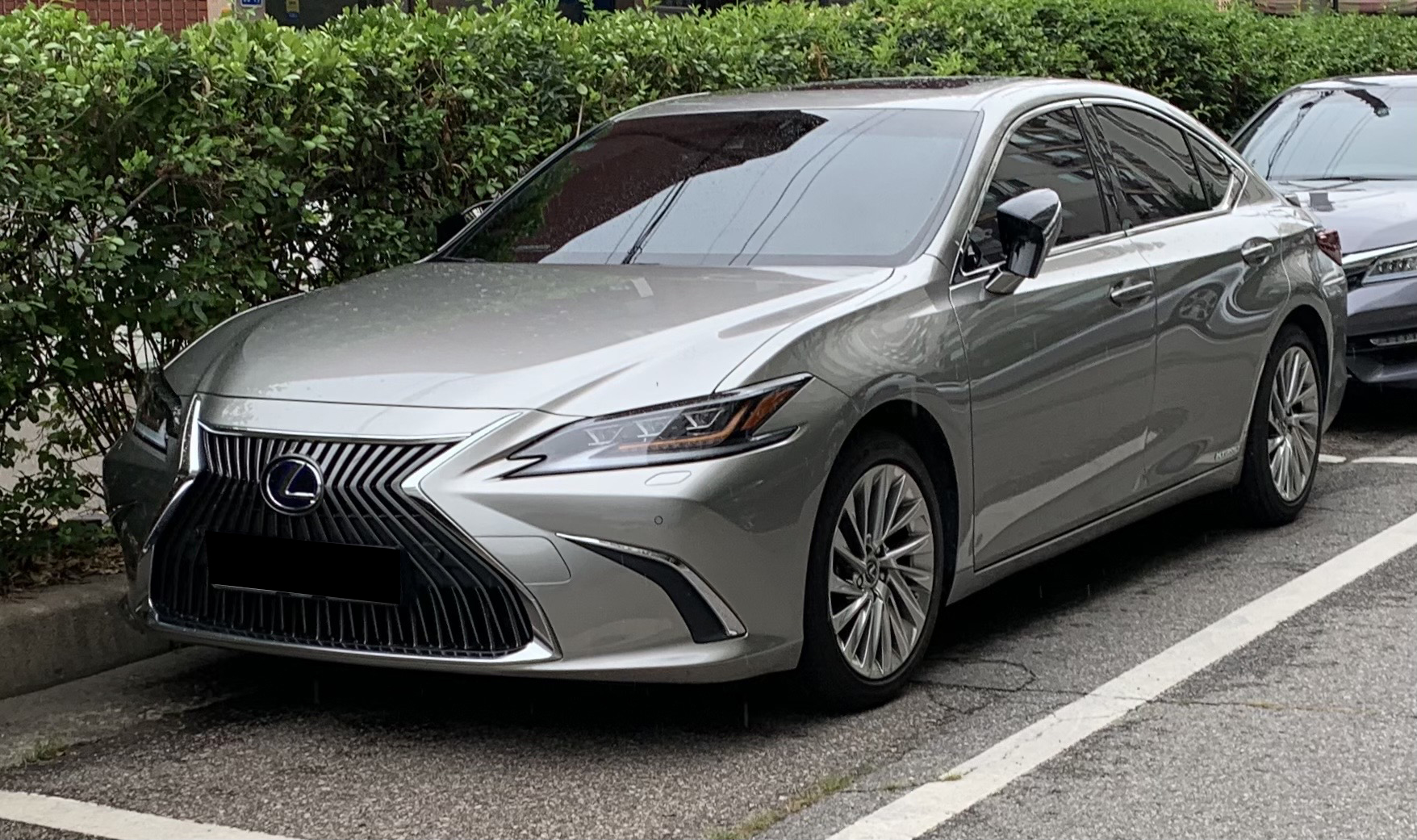
렉서스 ES
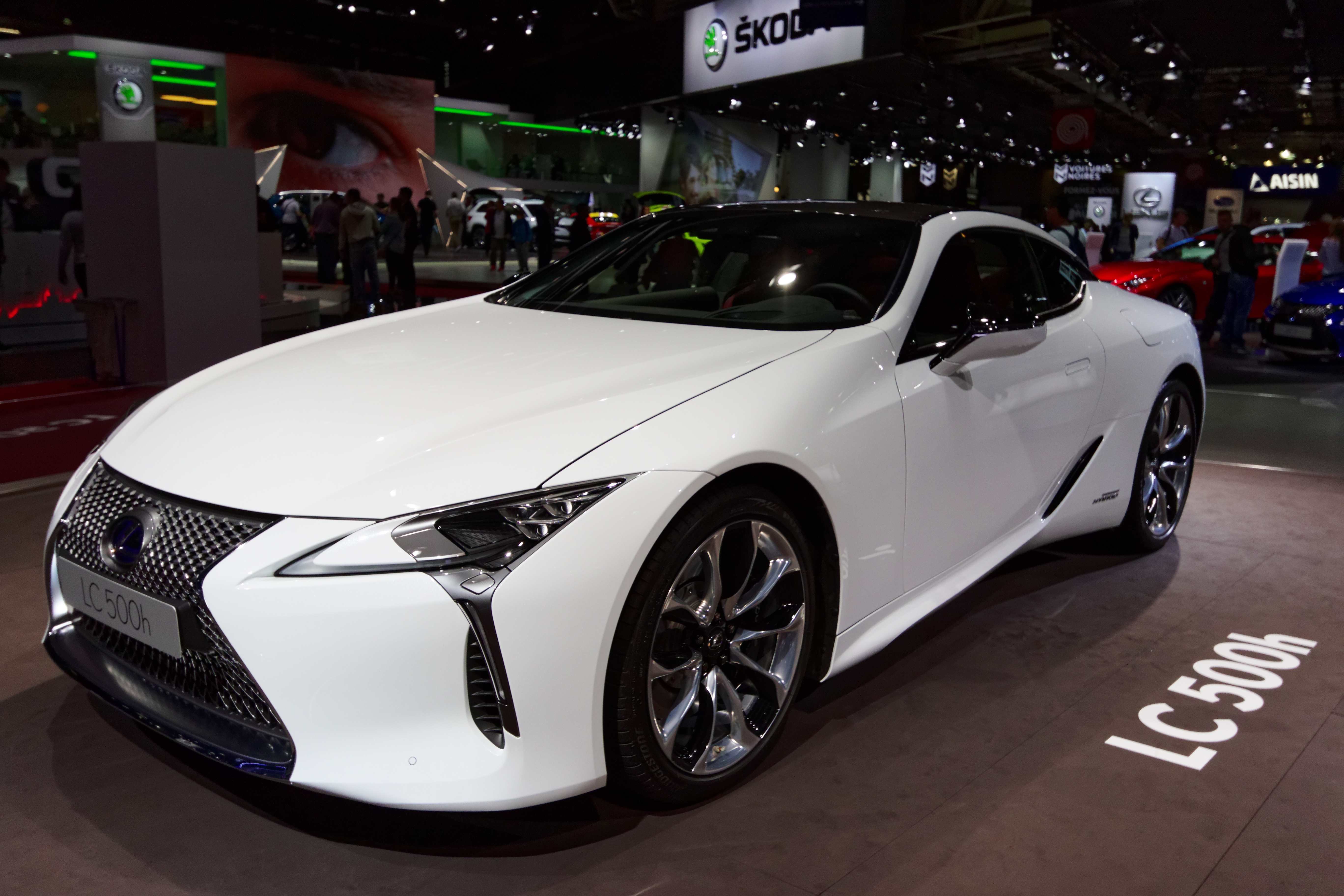
렉서스 LC
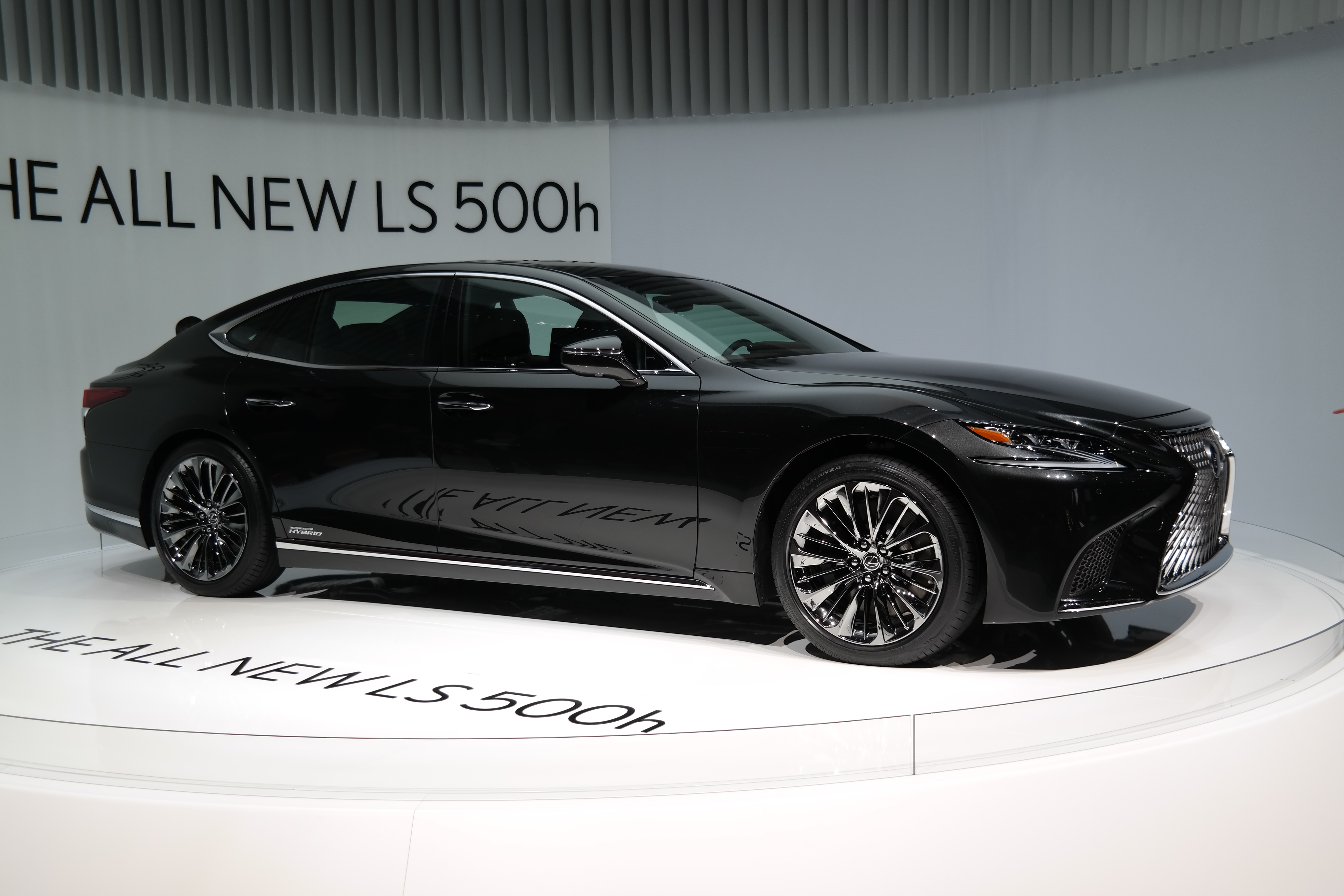
렉서스 LS
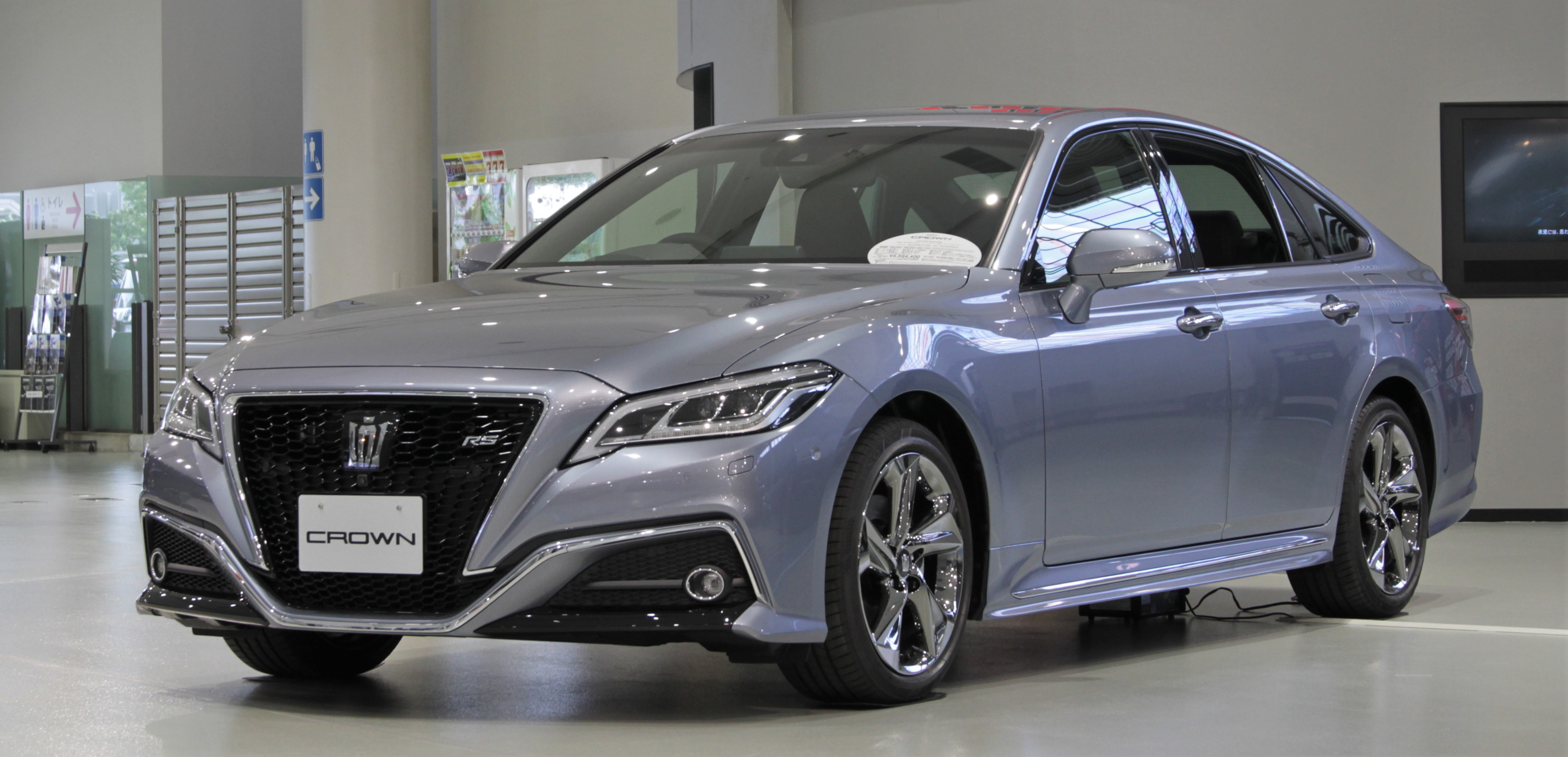
크라운
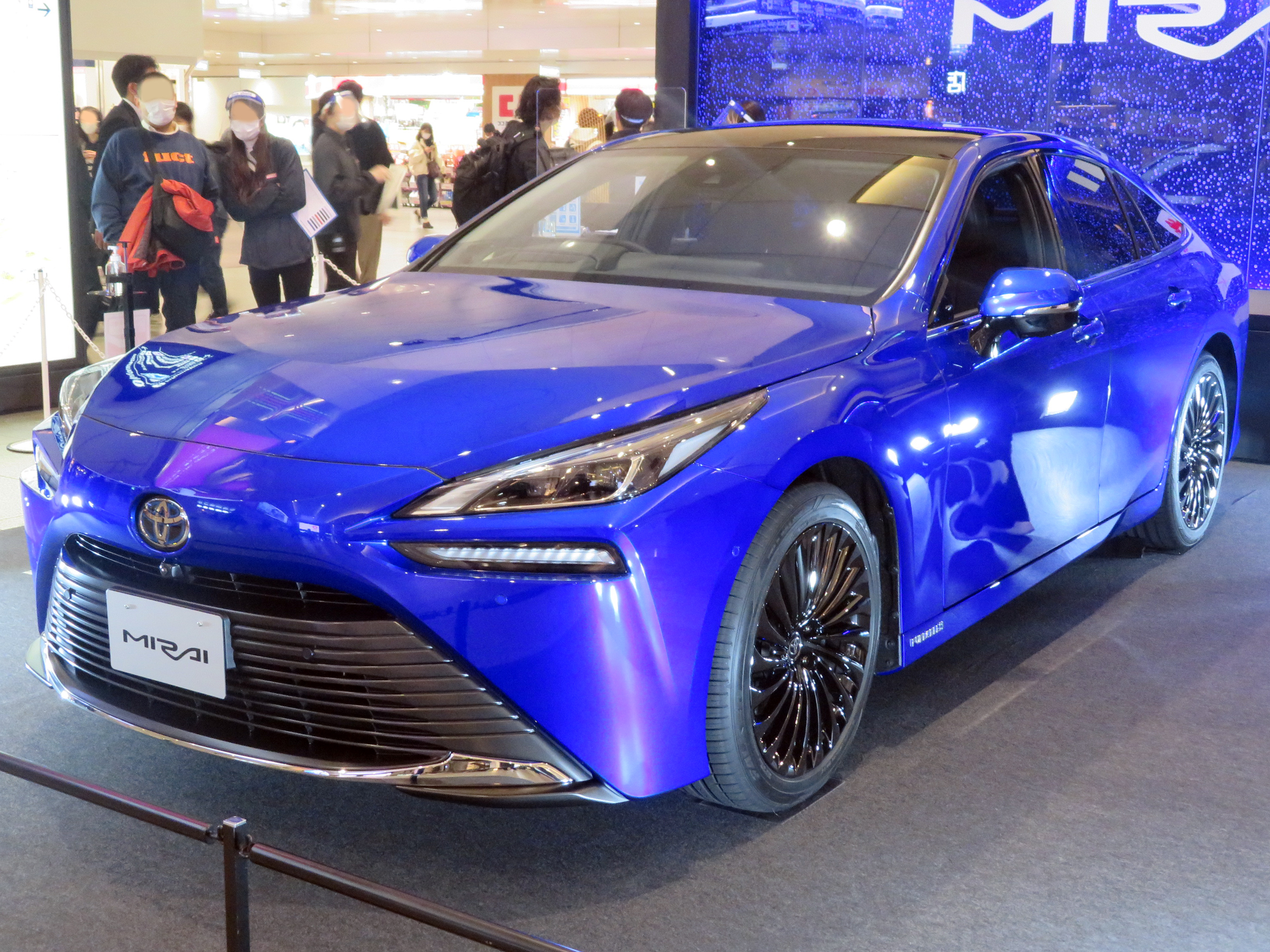
미라이
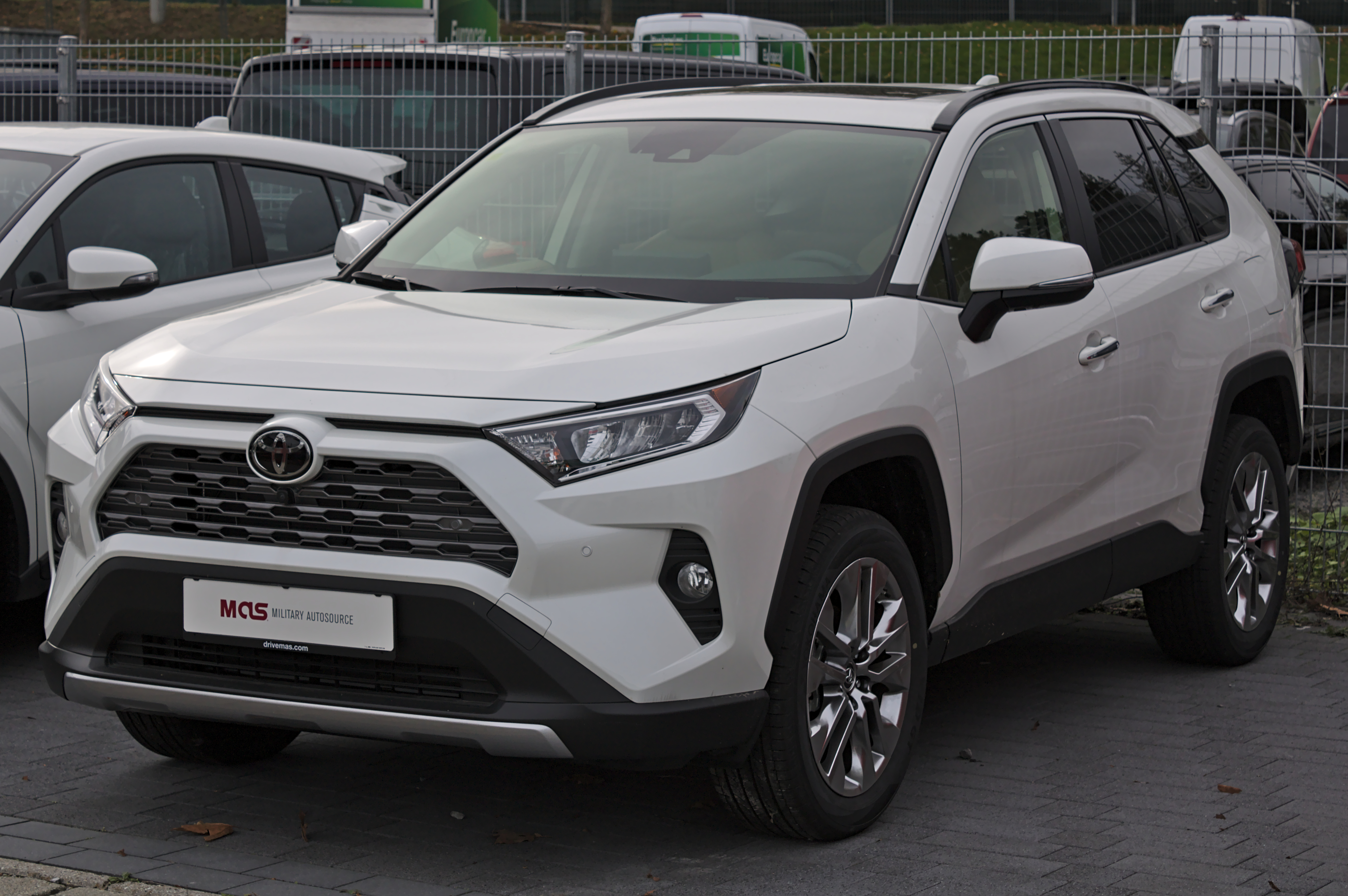
RAV4
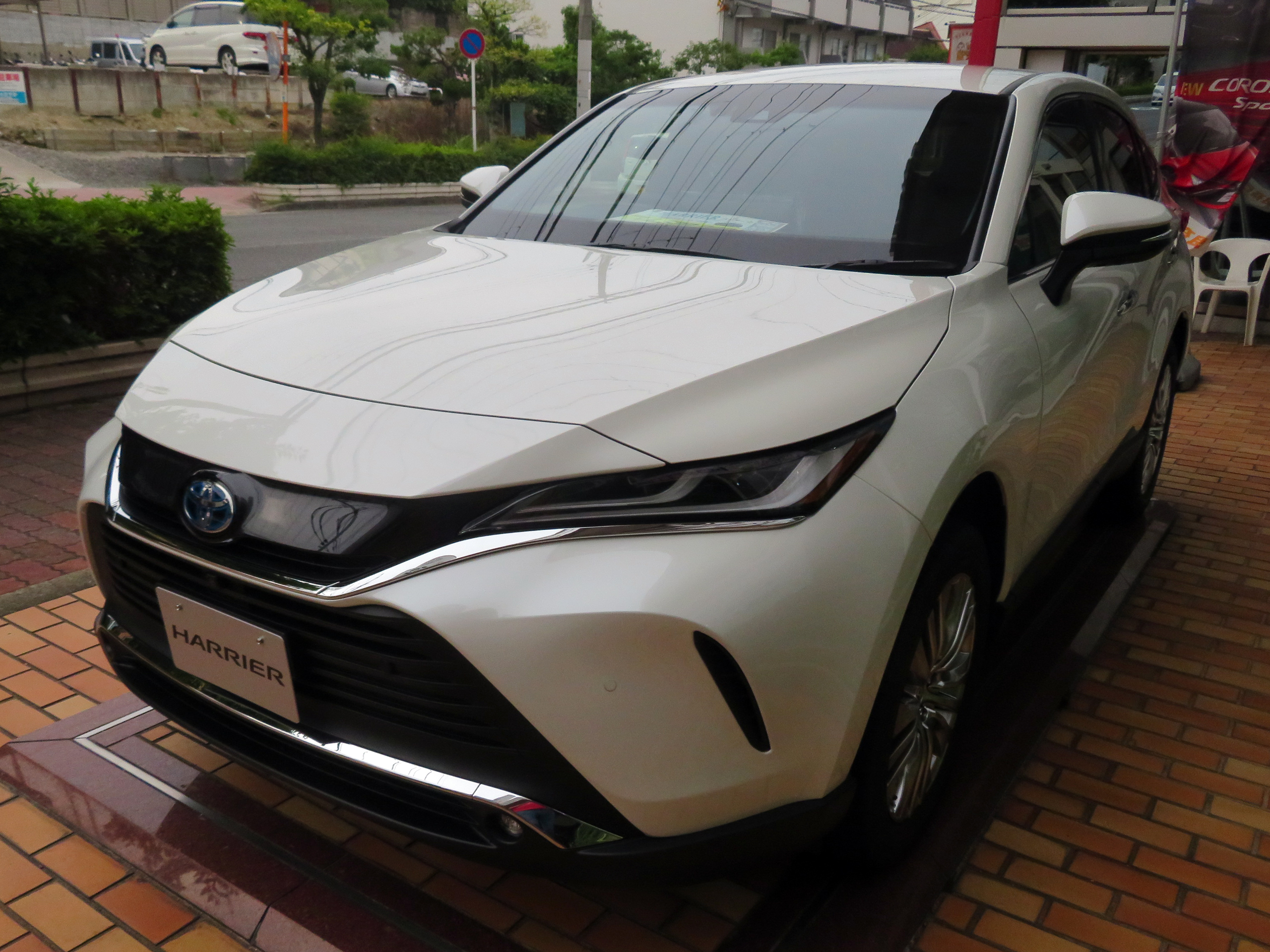
해리어/벤자
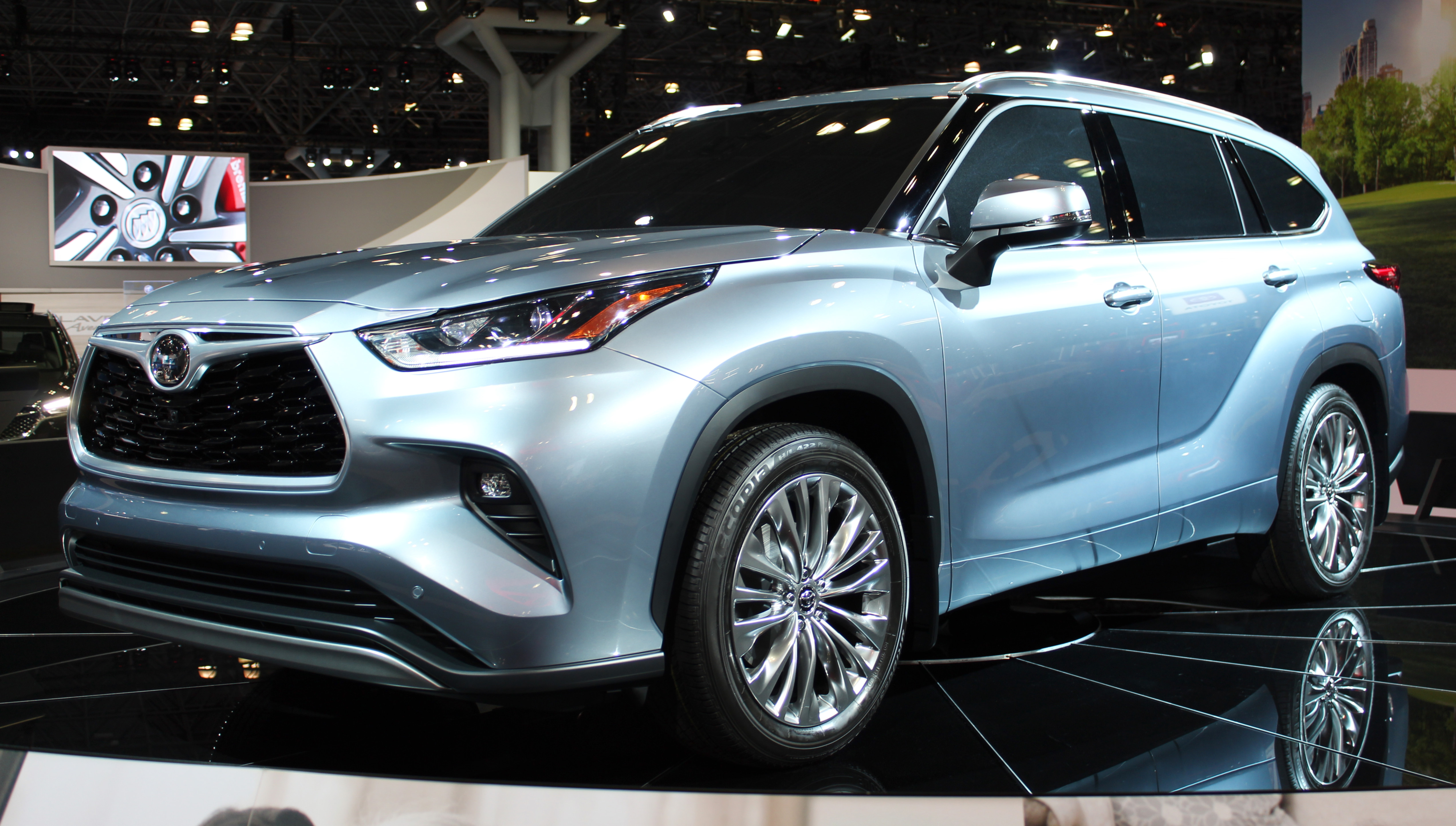
하이랜더
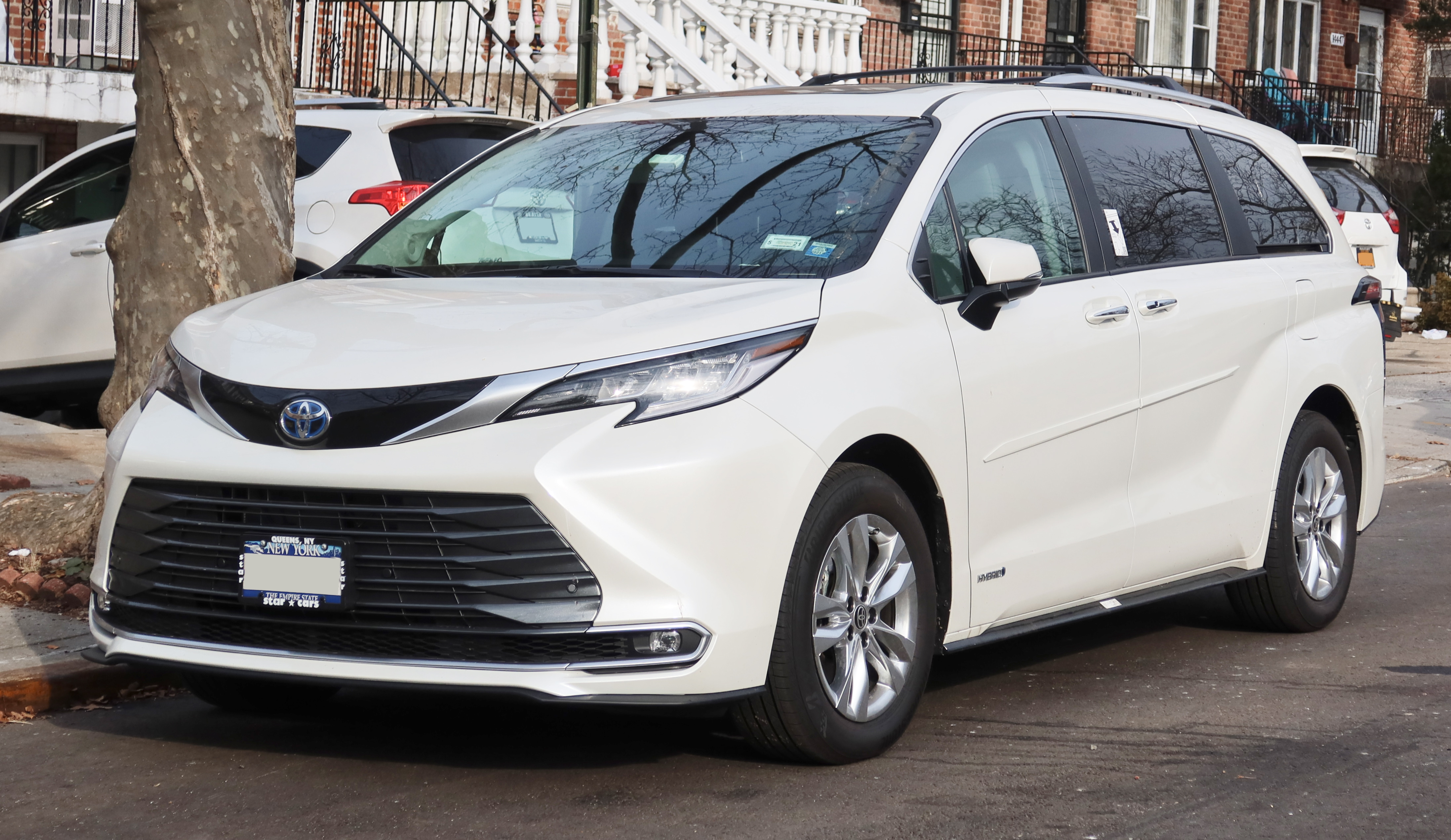
시에나
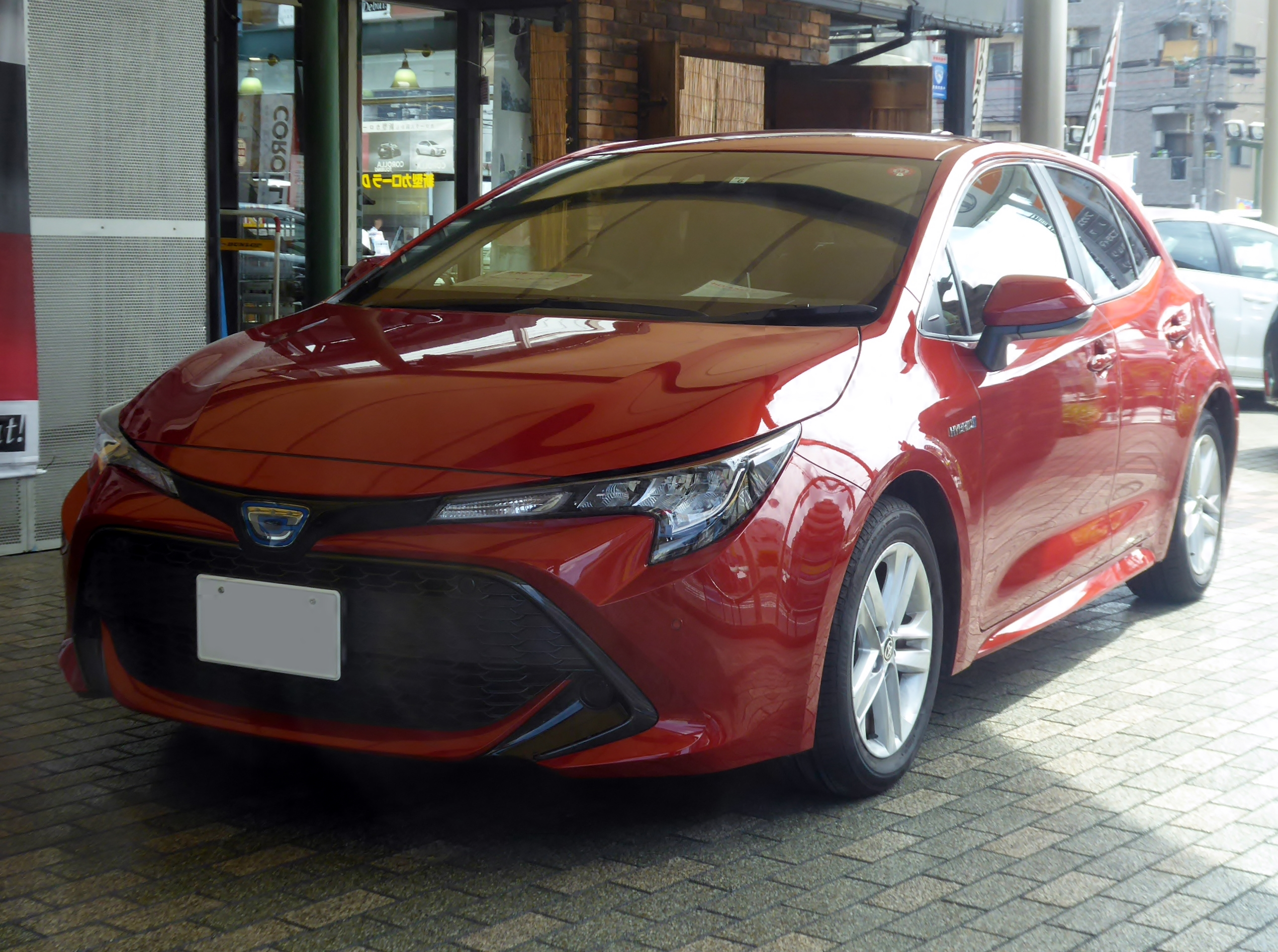
코롤라 스포츠
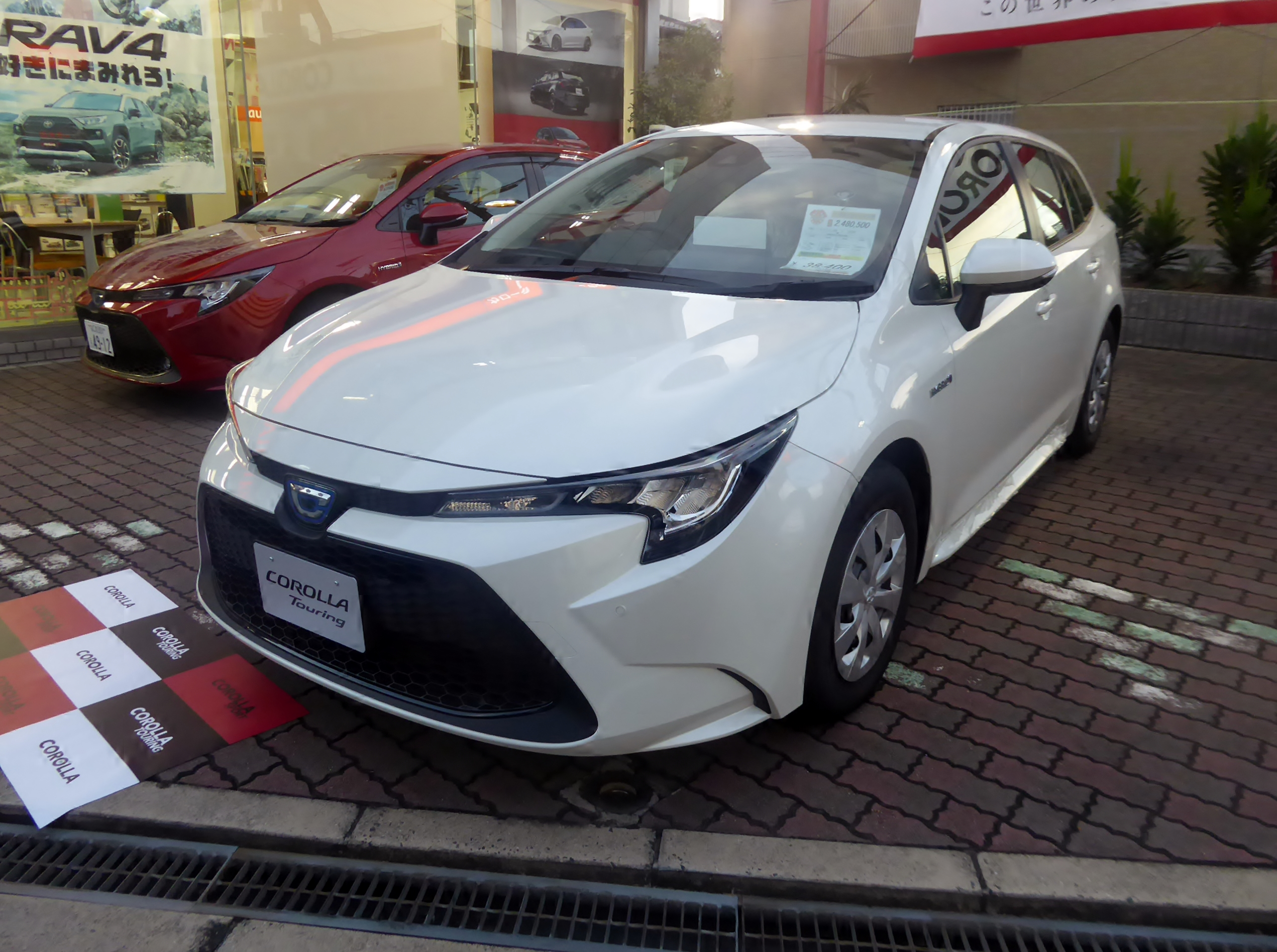
코롤라 투어링
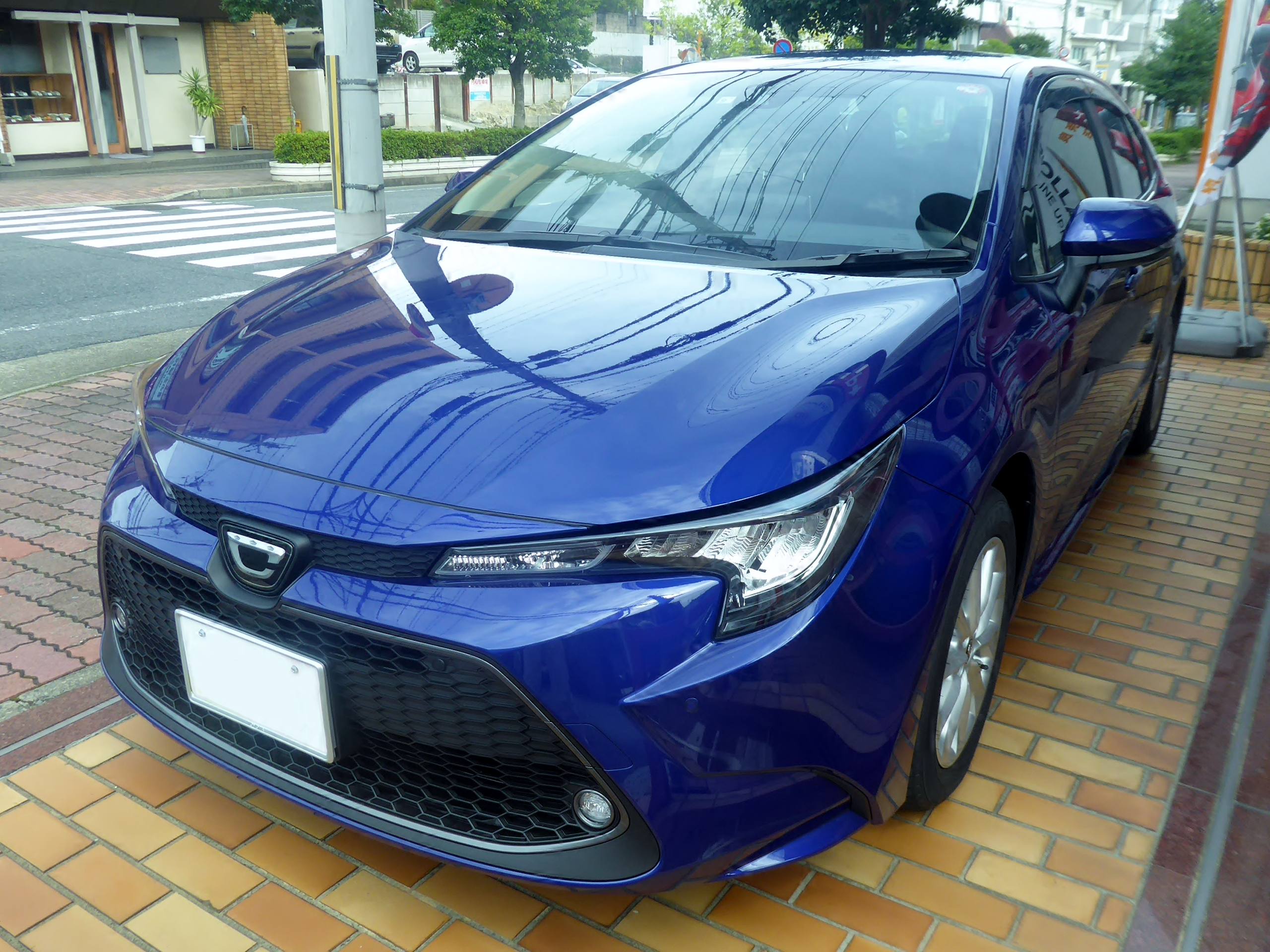
코롤라 세단
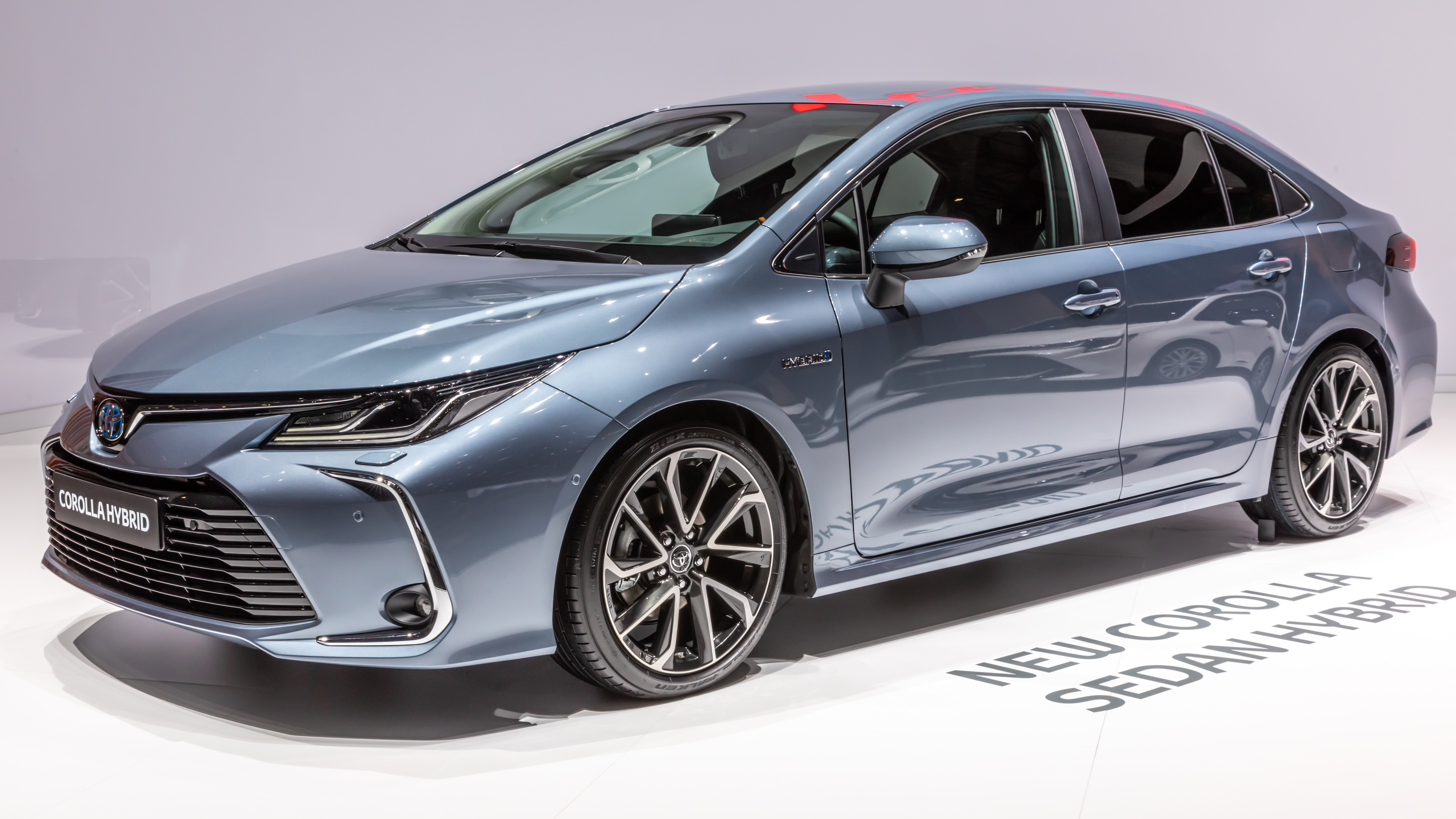
코롤라 세단 (유럽 시장용)
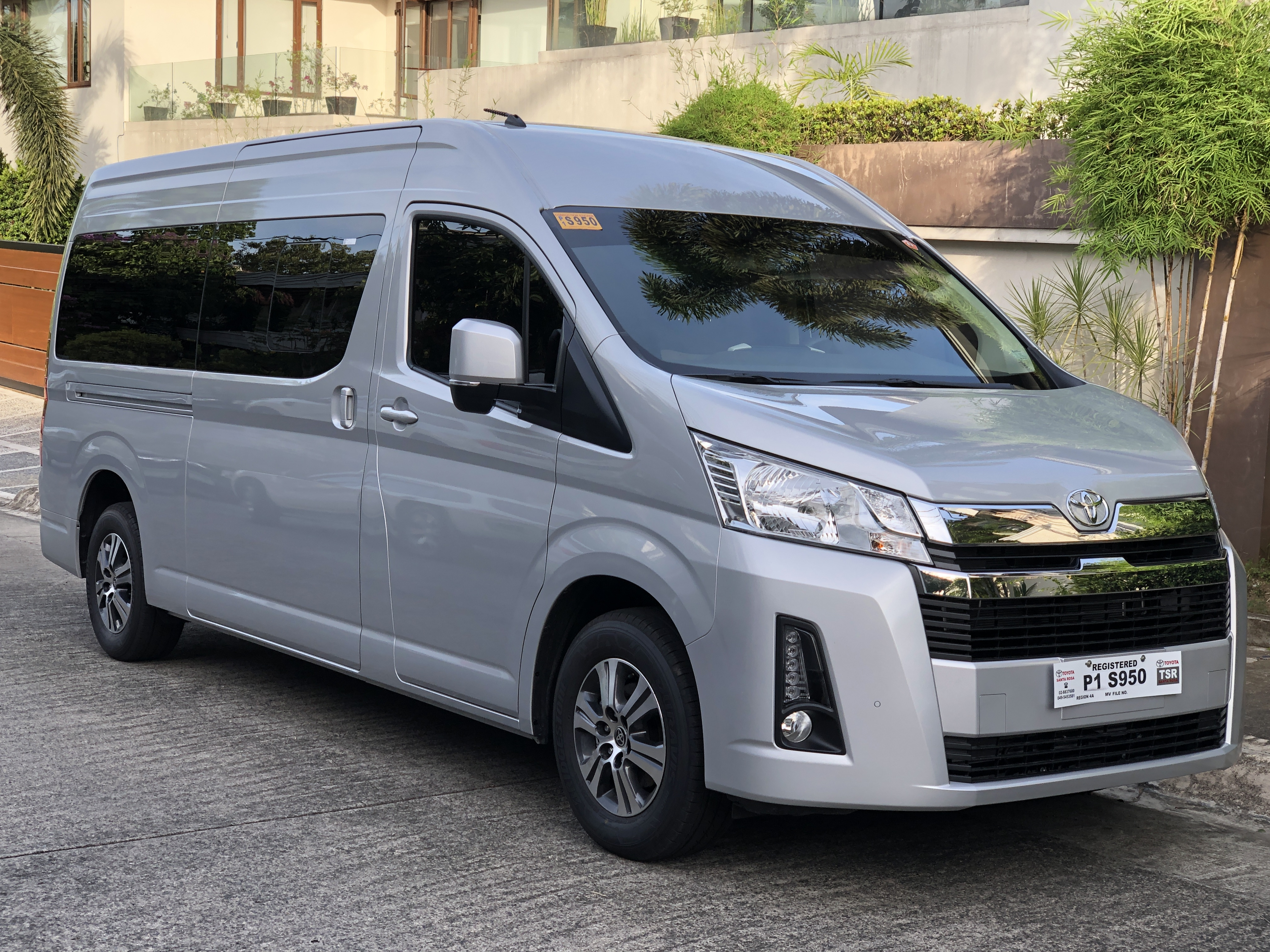
하이에이스
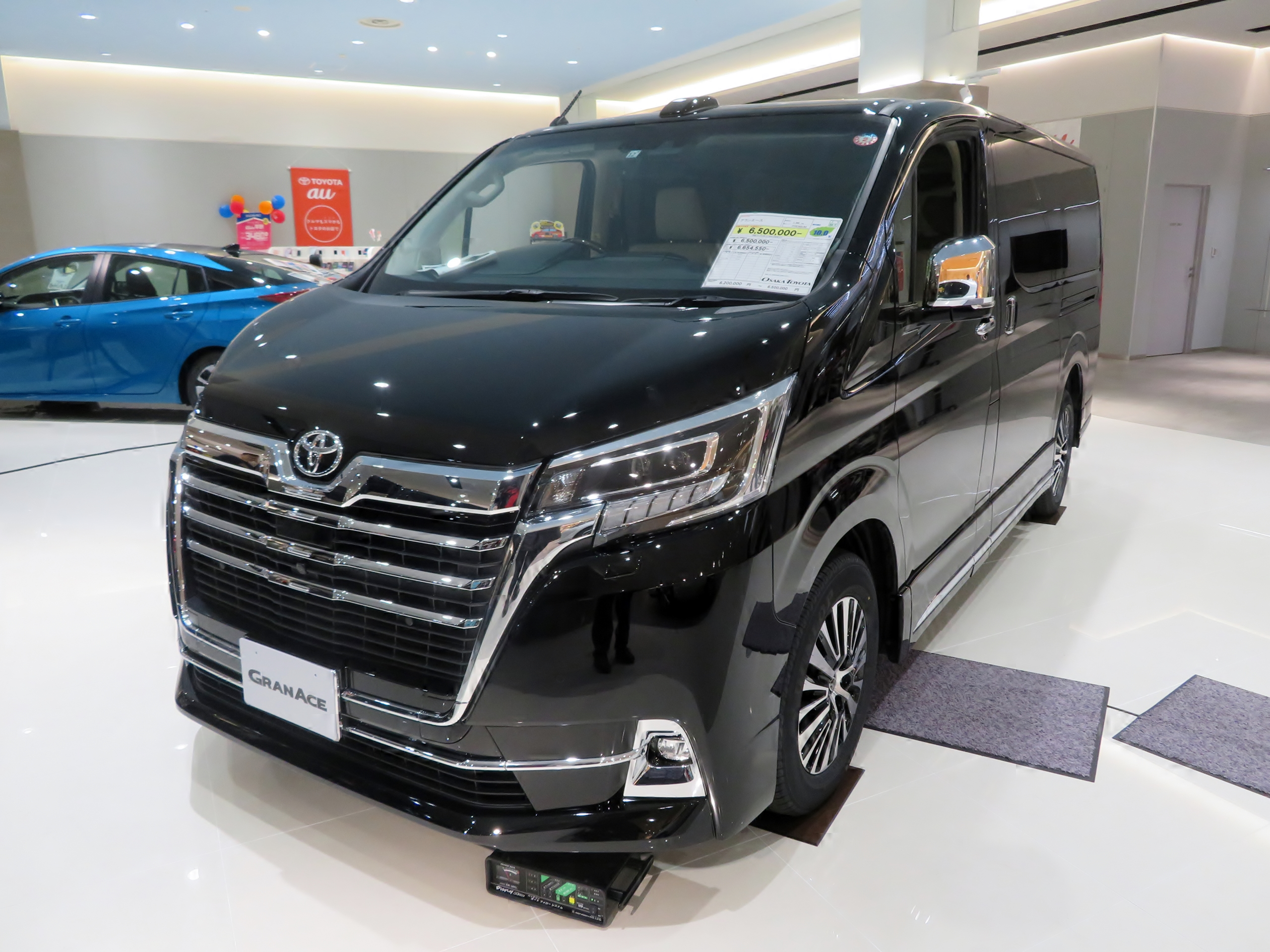
그란에이스
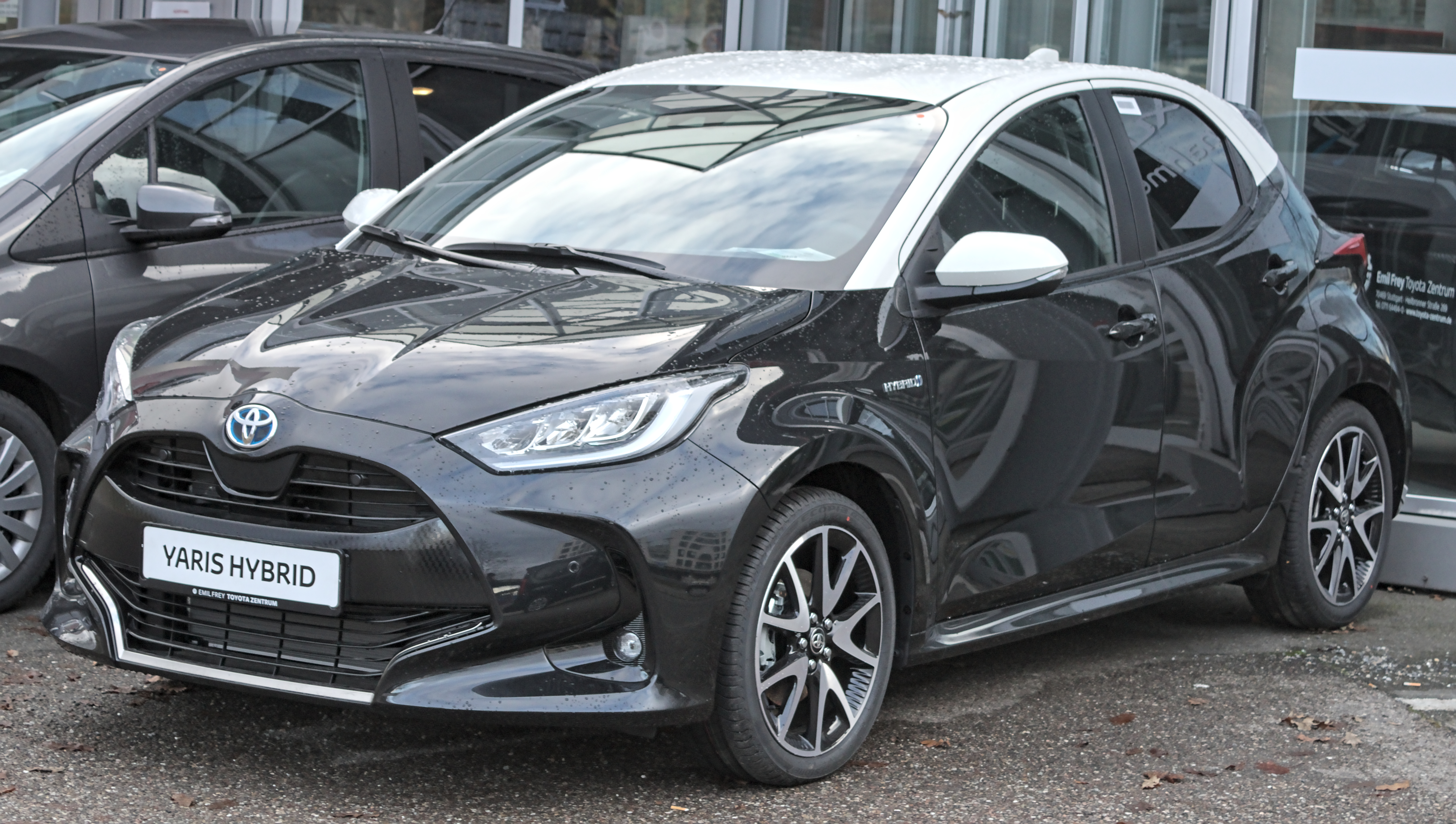
야리스
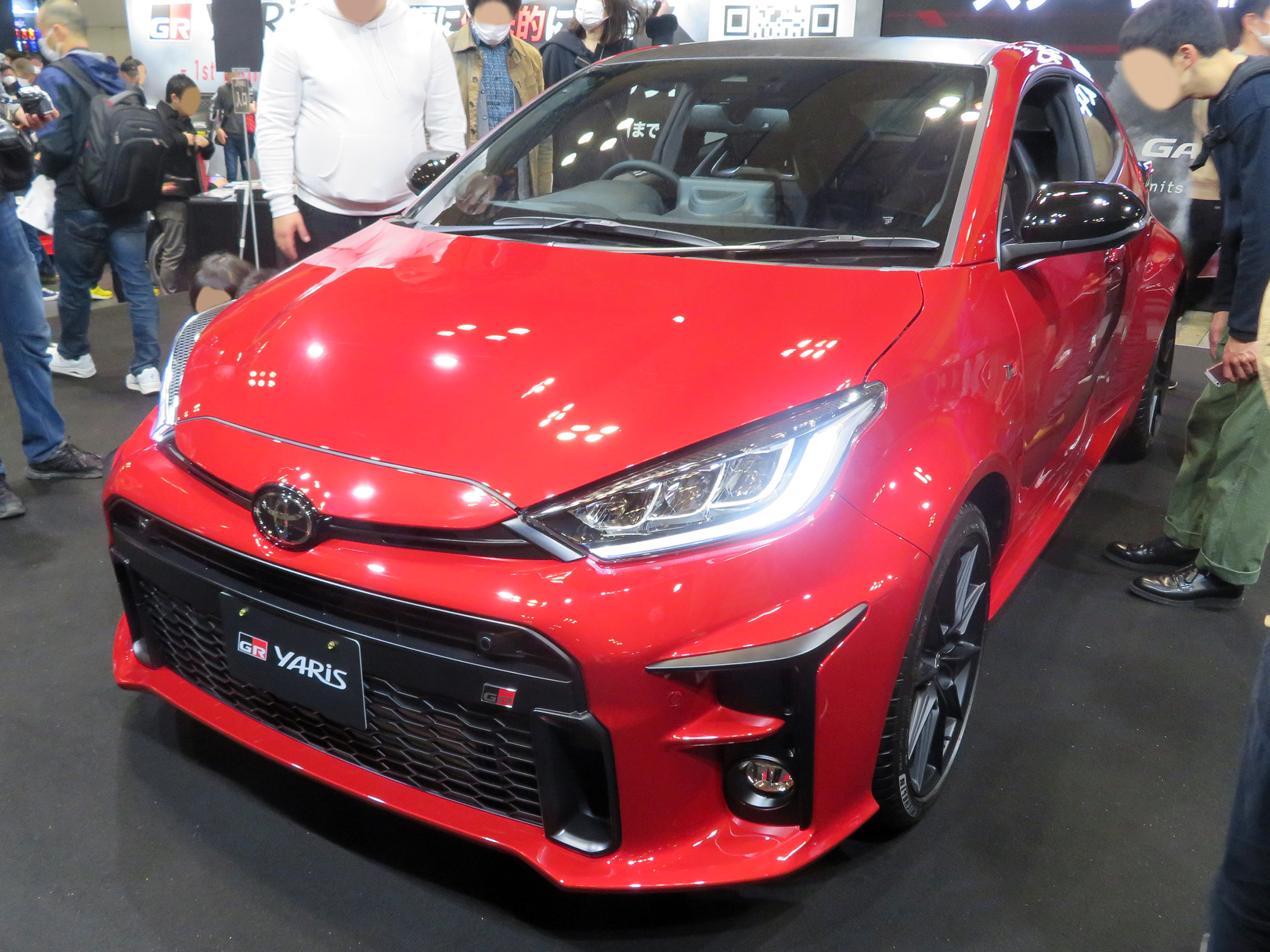
GR 야리스
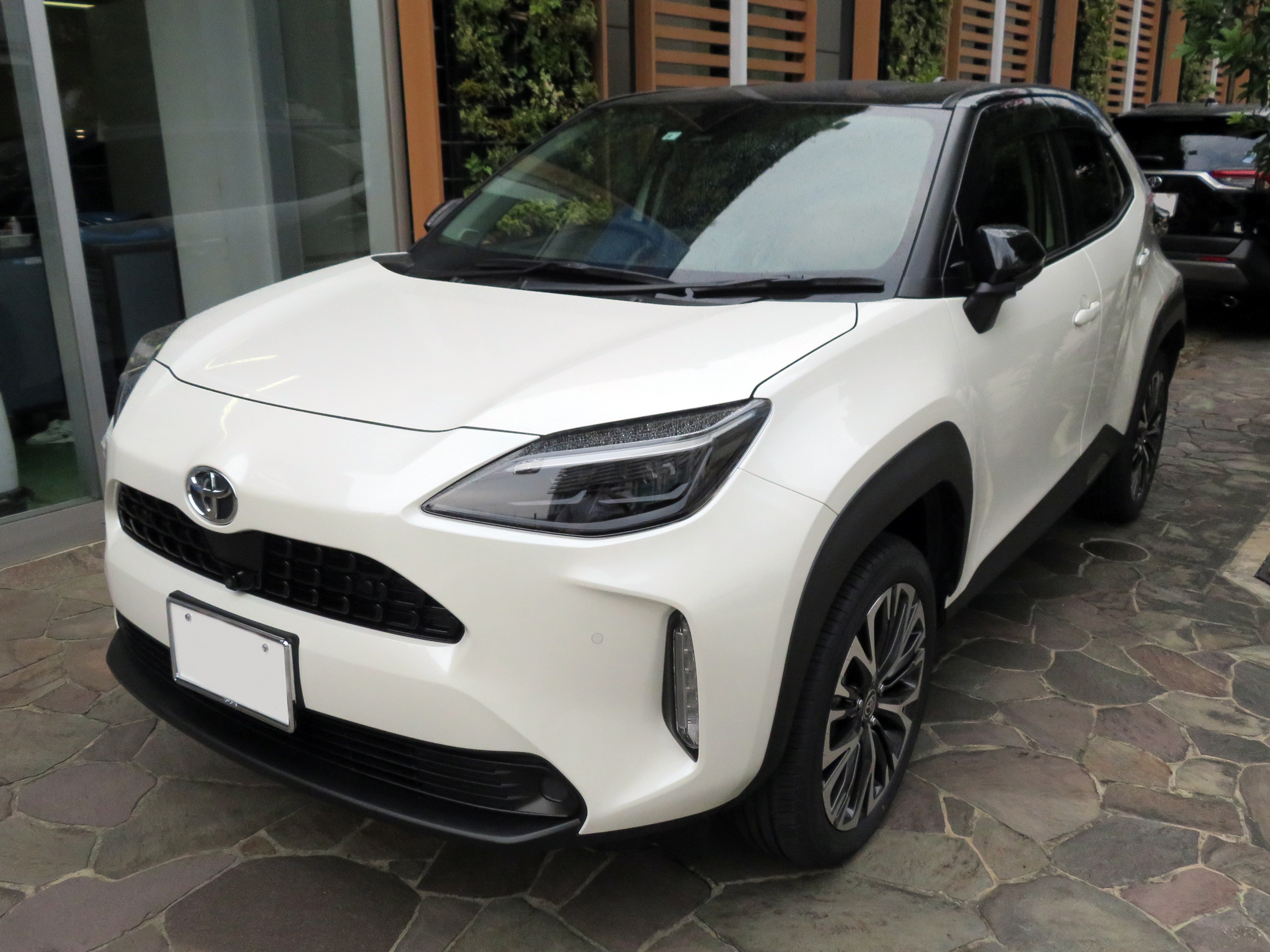
야리스 크로스
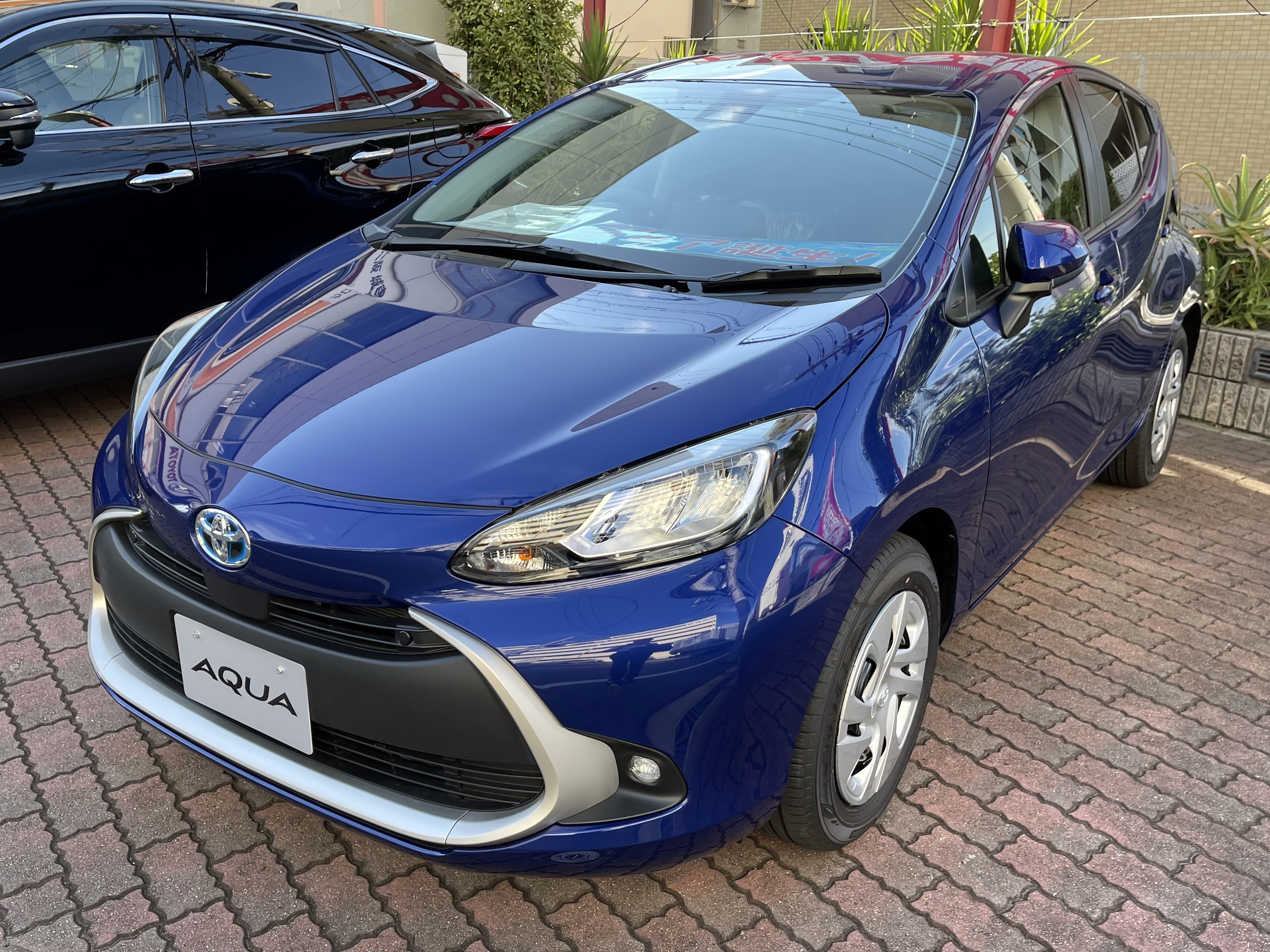
아쿠아
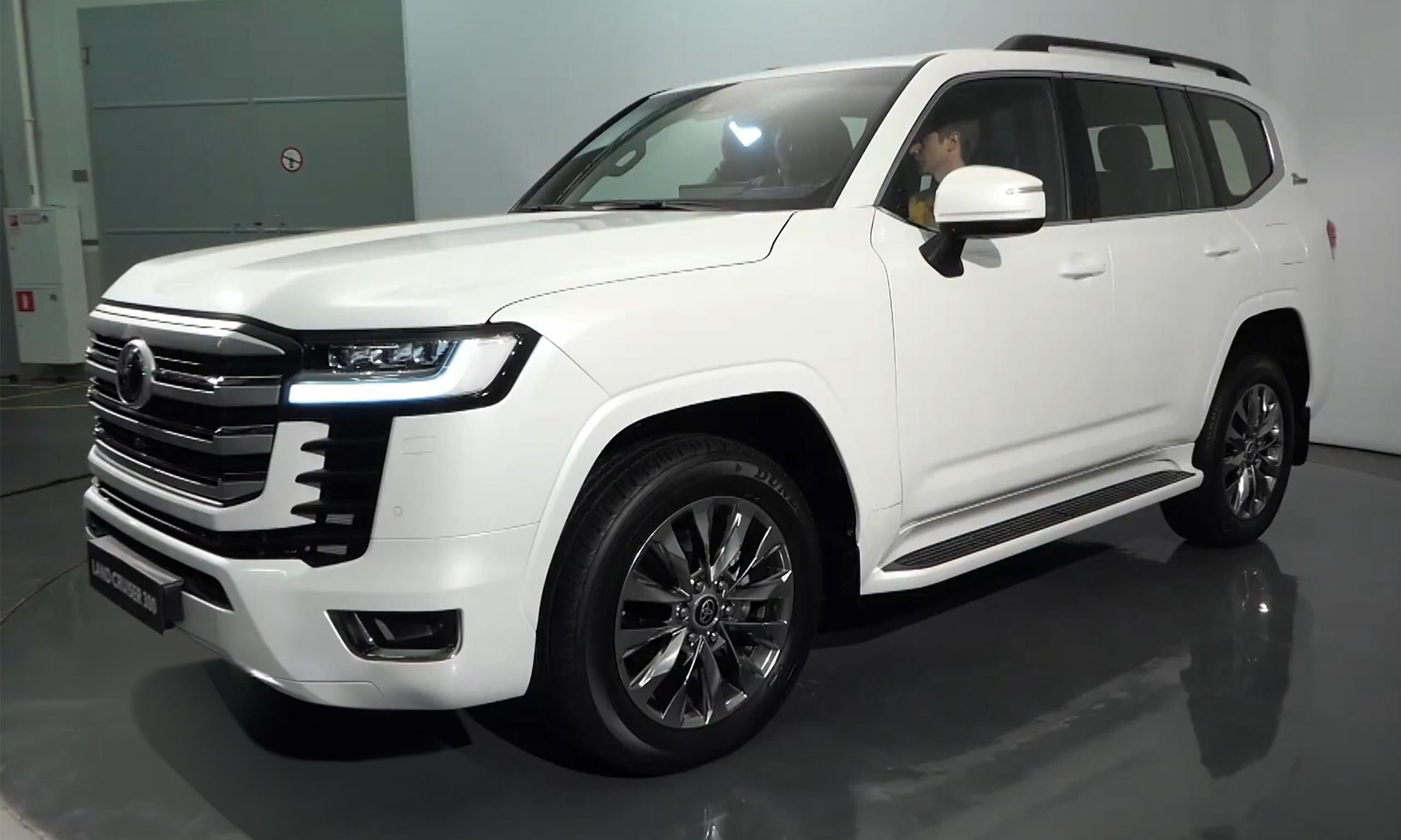
랜드크루저
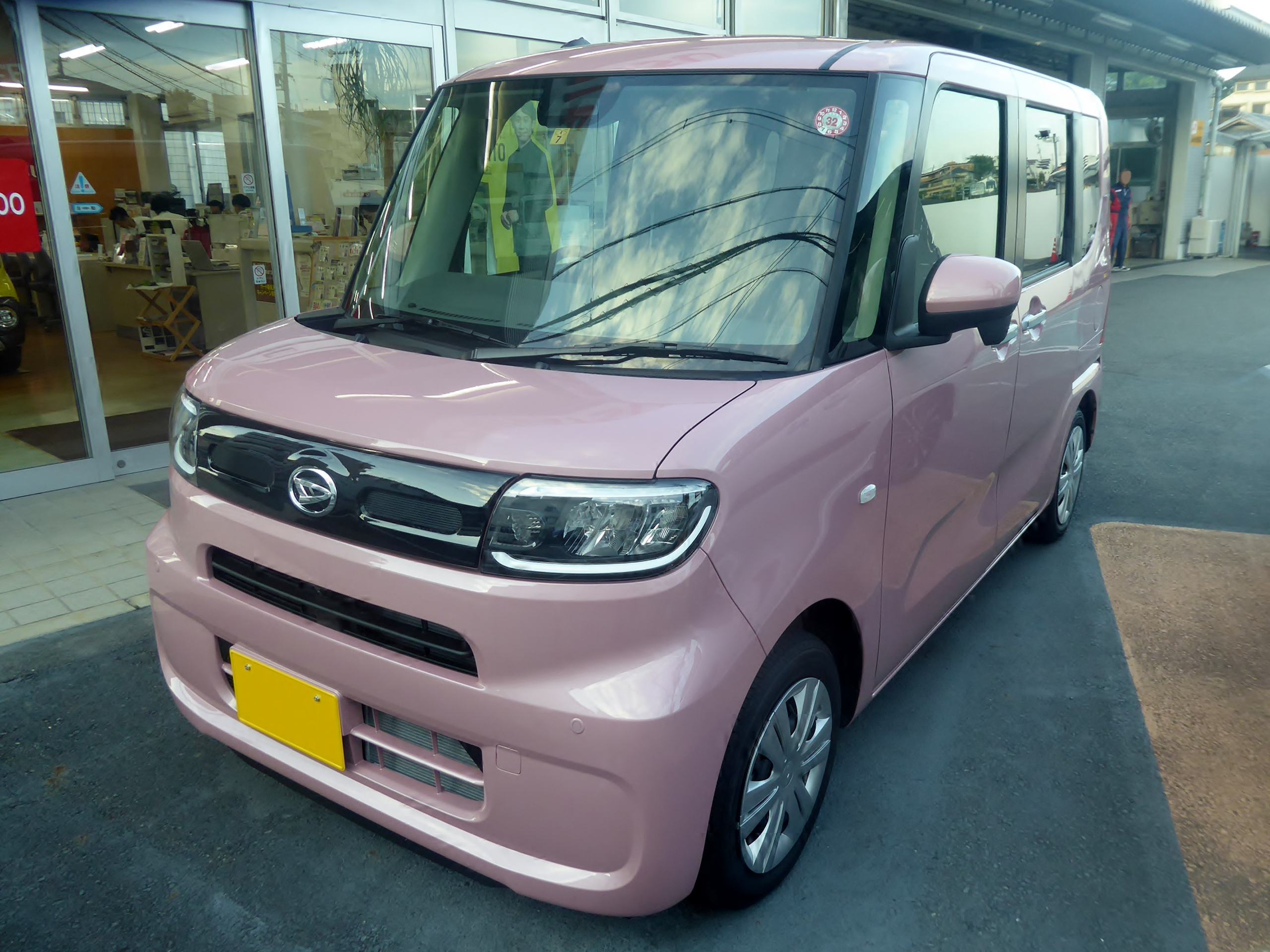
탄토
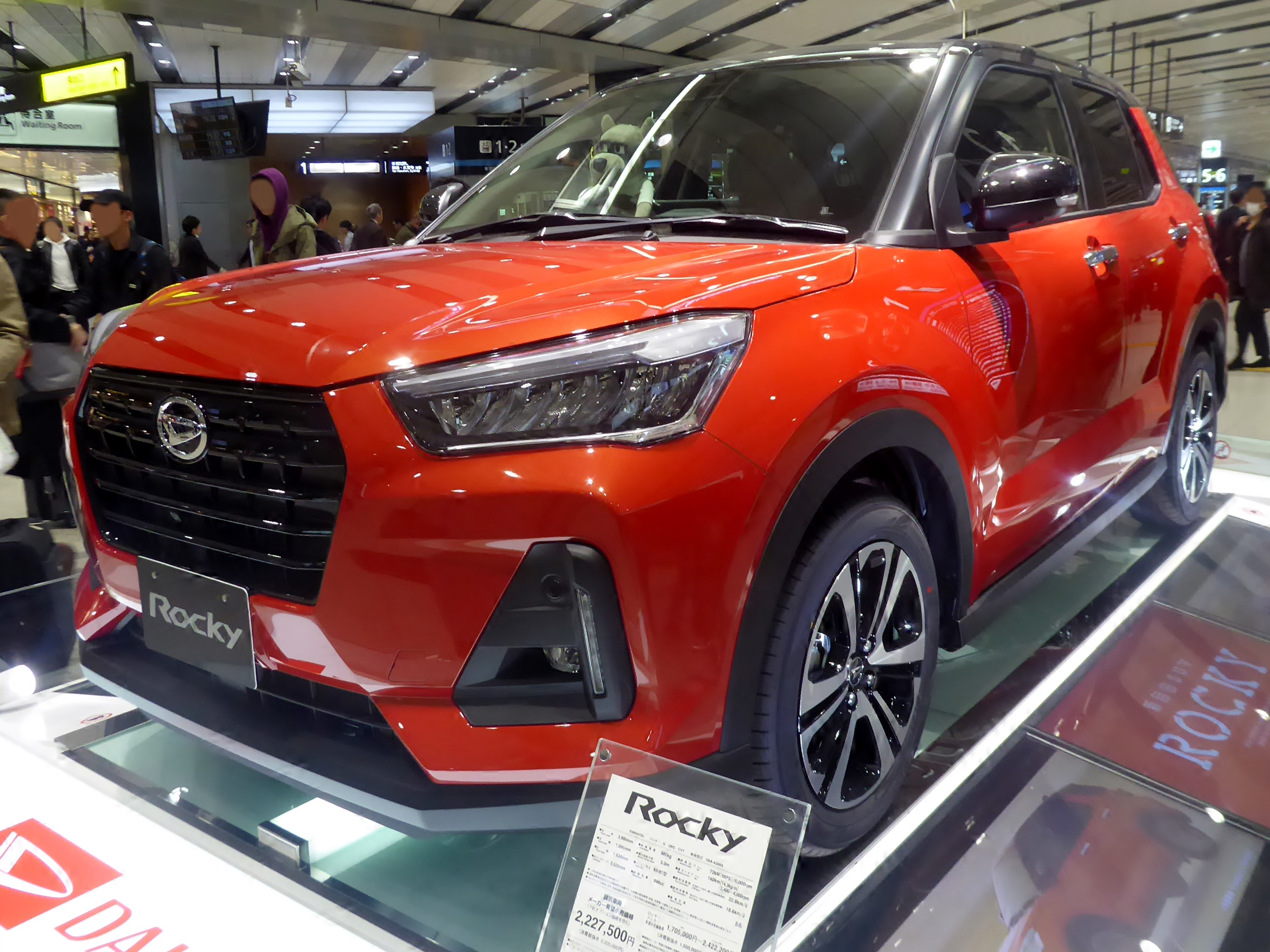
록키
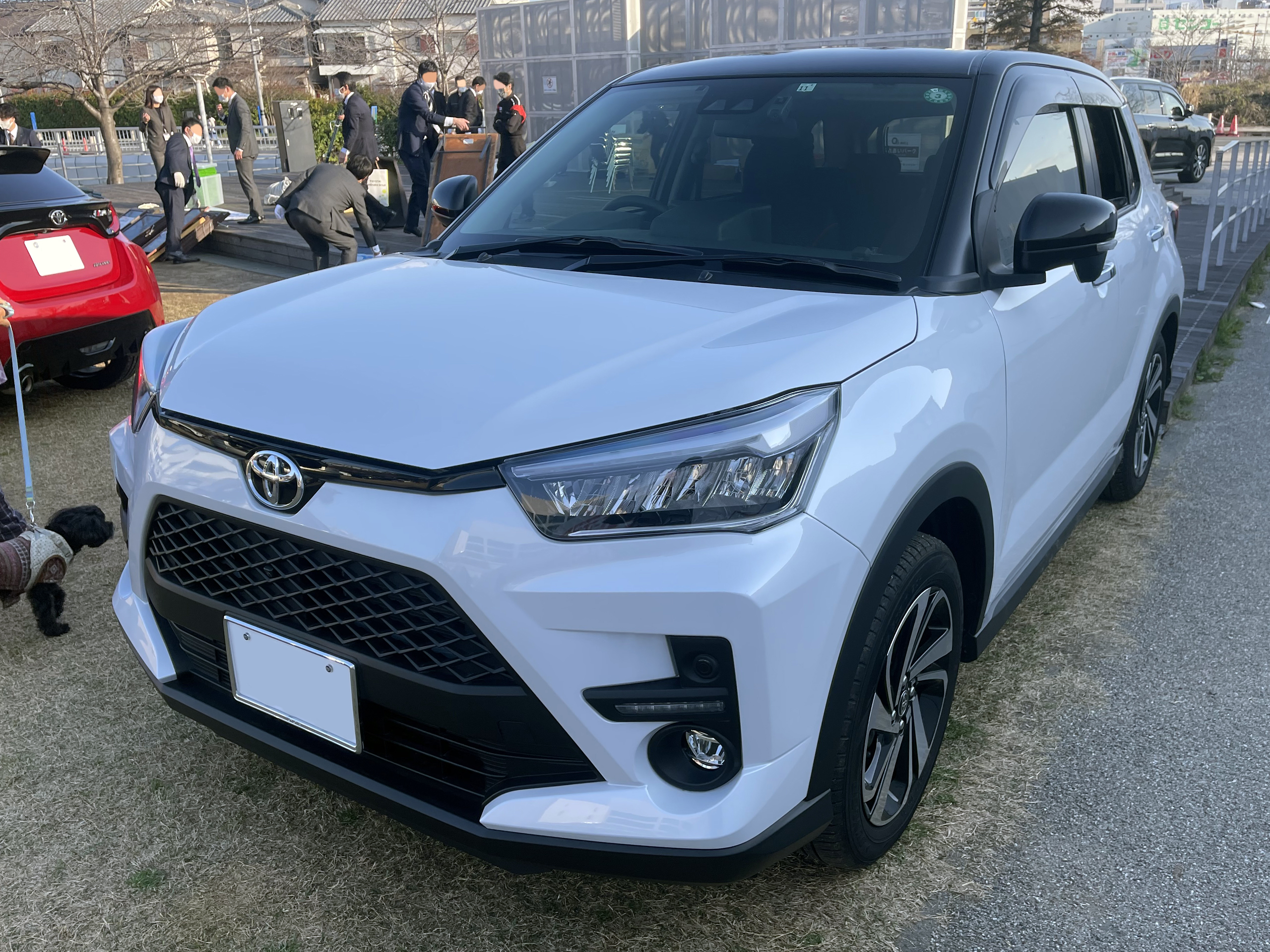
라이즈
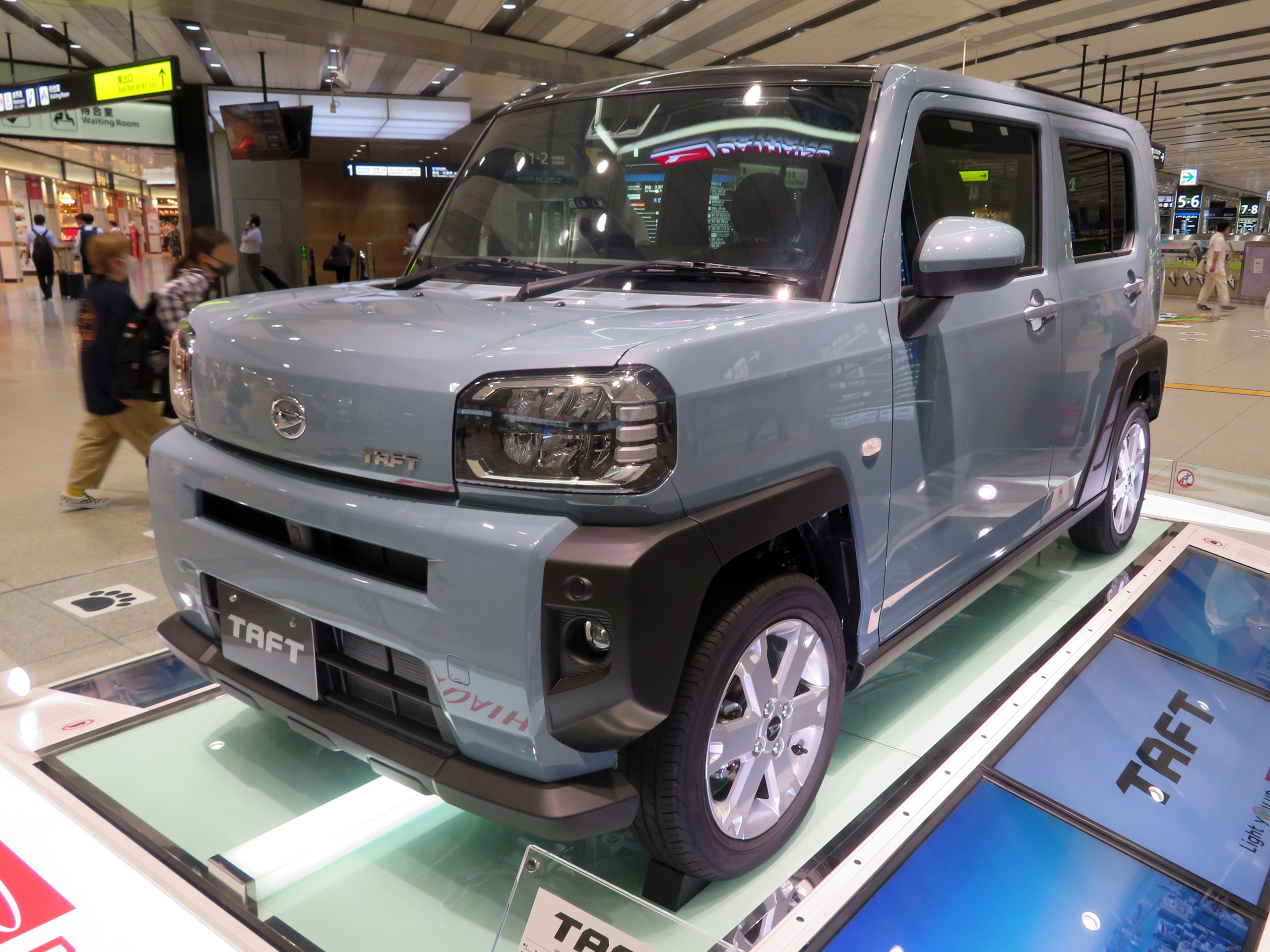
태프트